# Th. Mann & Co.

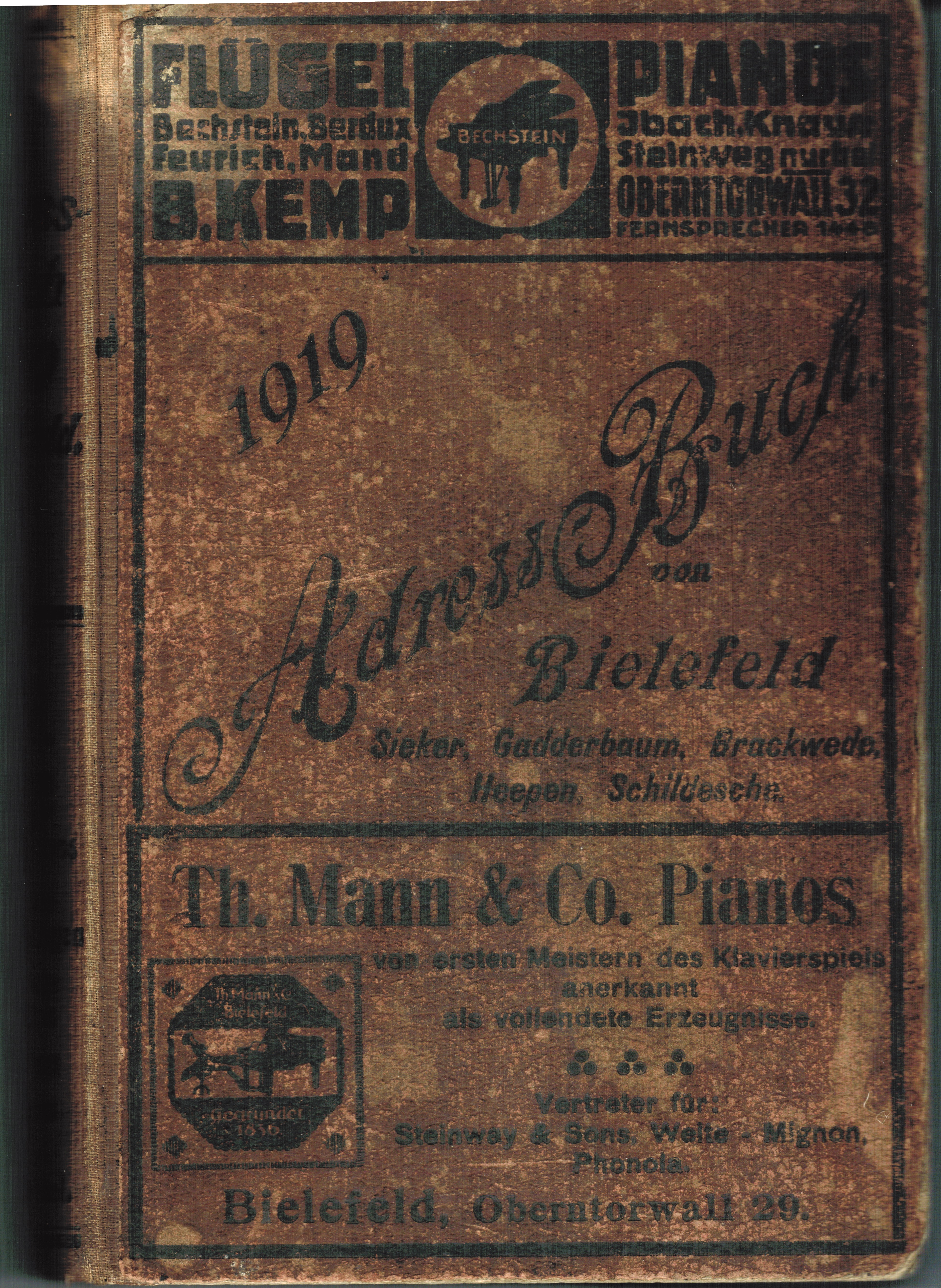
Werbung von Th. Mann & Co. auf dem Buchdeckel des Adressbuchs von Bielefeld von 1919.

Th. Mann & Co. war eine von 1836 bis etwa 1942 bestehende Bielefelder Piano- und Flügelfabrik, sowie Instrumentenhandlung für Flügel, Pianinos und Harmoniums mit zeitweisen Niederlassungen in Hamm, Dortmund, Gütersloh, Herford, Detmold, Rinteln und Paderborn. Bis etwa 1890 fertigten Th. Mann & Co. zudem Harmoniums und Tafelklaviere.

## Christian Wilhelm Volkening
(gelegentlich auch J. Volkening, * 5. August 1807 in Hille; † 26. Oktober 1858 in Bielefeld)
Christian Volkening entstammte der Westfälischen Familie Volkening und war das siebte von acht Kindern eines Müllers aus Hille und Bruder des Predigers Johann Heinrich Volkening. Als Geselle bei Andreas Streicher in Wien lernte Volkening das Klavierbauhandwerk. Im Anschluss an seine Lehrzeit begab er sich mit zwei anderen Gehilfen, Johann Bernhard Klems und Sassenhof, nach Norddeutschland. Während Klems in Düsseldorf und Sassenhof in Bremen ihre Arbeit fortsetzten, gründete Volkening, nach Station in Bünde, seine Klavierbauwerkstatt 1836 in Bielefeld. Wohnhaft an der Kreuzstraße 640, meldete er unter der Laufenden Nummer 27 seine Firma 1839 ebenda an.
Als junger Instrumentenbauer in Bielefeld stellte Volkening seine Flügel und Pianos u. a. auf der Allgemeinen Deutschen Gewerbe-Ausstellung zu Berlin im Jahre 1844, wo er ein Pianino und einen Konzertflügel mit Streicherscher Patent-Mechanik ausstellte, und der ersten Industrie-Ausstellung aller Völker in London 1851 aus. In Berlin fanden seine Instrumente beim Fachpublikum Beachtung: Volkening „lieferte in einem sowohl durch Ton als Spielart sehr ansprechenden Flügel und einen Pianino um so Verdienstlicheres, als ihm in dem kleinen Städtchen wohl schwerlich vorzügliche Muster zu Gebote stehen.“ Im folgenden Jahr empfing Volkening bei der Gewerbeproducenten-Ausstellung in Berlin die Bronzene Medaille.

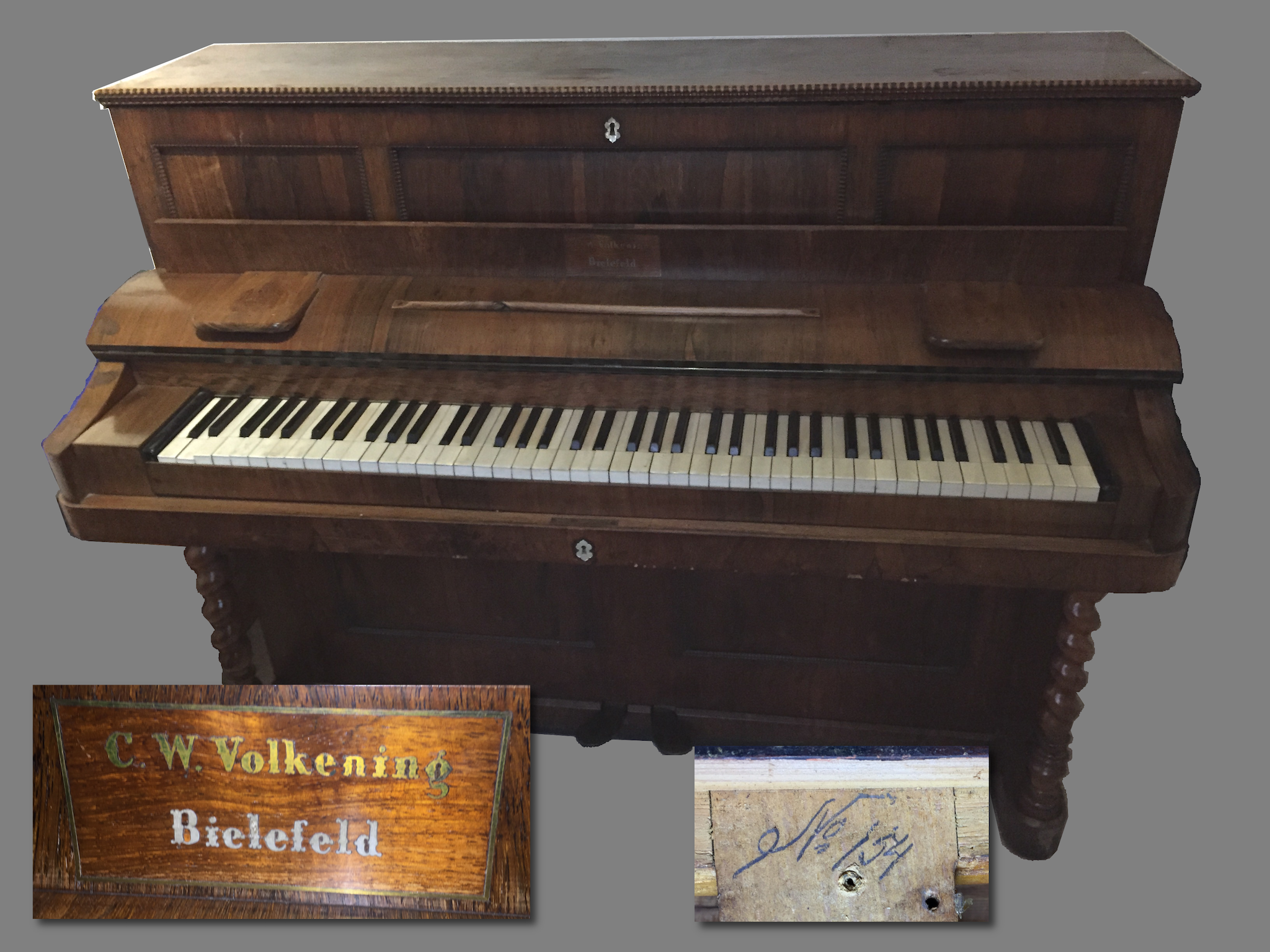
Klavier aus der Werkstatt C.W. Volkening mit handschriftlich auf den Rasten vermerkten Nummer 154.

Volkening fertigte um 1840 einen Mahagoni furnierten Hammerflügel auf Vasenartigen Beinen und mit Ahornintarsienschmuck an, der von Franz Liszt auf dessen Konzertreise 1841 gespielt wurde. Davon zeugt eine eigenhändige Inschrift Liszts auf dem Instrument: „Bielefeld — Konzert am 13. November F. Liszt.“ Das Instrument befindet sich heute in der Sammlung des Museum für Musikinstrumente der Universität Leipzig. Die Einladung nach Bielefeld erfolgte durch Volkening, welcher durch eine Annonce dazu einlud:
"Bekanntmachung. / Allen Musikfreunden hier und in der Umgebung die Anzeige, daß der durch seine / Compositionen berühmte und wegen seiner hohen, die genialste Kühnheit und Kraft mit der / herzansprechendsten Innigkeit und Zartheit vereinigenden Virtuosität im Pianofortespiel in / ganz Europa bewunderte Herr Franz Liszt, welcher augenblicklich zu Münster anwesend / ist, auf dringendes Ansuchen sich gegen den Unterzeichneten bereitwillig erklärt hat, am / bevorstehenden Sonnabende bei seiner Durchreise nach Berlin und Petersburg auch das / hiesige musikliebende Publikum in einem Conzerte zu erfreuen, wenn zu demselben vorher / 150 Zuhörer subscribiren würden. / Bielefeld, den 8. November 1841. / Volkening, / Pianoforte-Fabrikant."

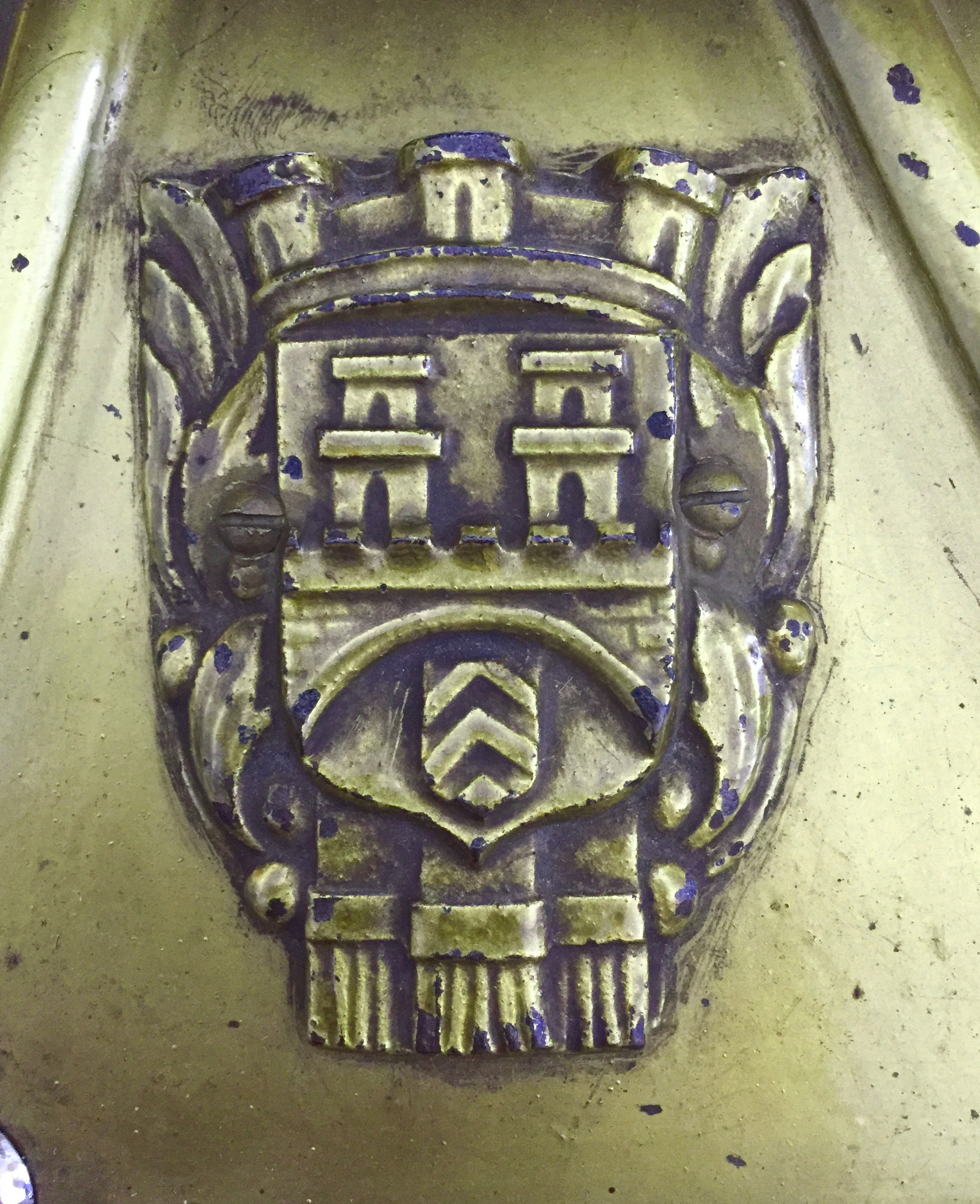
Markenemblem von Th. Mann & Co. auf dem Flügel Nr. 16750

Die münsterischen Hotellisten vom 9. November führen "Volkening, Pianoforte=Fabrikant a. Bielefeld" als Gast bei Gerbaulet im Könige von England am Prinzipalmarkt 5 aus, wo auch Liszts Sekretär Gaetano Belloni residierte.
Über den Inhalt und Verlauf des Konzerts in Bielefeld ist nichts bekannt, da die damalige Bielefelder Zeitung als staatliches Anzeigenblatt noch keinen Kulturteil besaß und bislang keine privaten Aufzeichnungen entdeckt werden konnten. Es ist jedoch anzunehmen, dass es vergleichbar durchgeführt und besucht bar, wie jene in Münster und Osnabrück. Lediglich im Rückblick findet sich in späteren Jahren und in anderem Zusammenhang die Anmerkung eines Musikkritikers über das Konzert, zu welchem er bemerkte, dass Besucher "in gelinden Wahnsinn verfallen [seien], wie vor Zeiten bei Liszt's Ankunft".
Nach Eigenaussage der späteren Fabrik Th. Mann & Co fertigte Volkening einen der ersten Stutzflügel an, dessen Konstruktionsidee durch den Zuspruch einer sächsischen Prinzessin bei einem Konzerte in Bad Oeynhausen 1850/51 nach Dresden gebracht wurde.
C. W. Volkening gründete sein Geschäft vermutlich im Haus Kreuzstraße 640b in Bielefeld und zog zu Beginn der 1840er Jahre in das Haus Kreuzstraße 645, wo er zuletzt 6 Gehilfen beschäftigte.

### Familie
Volkenings erste Frau, Ailoisia Volkening, geb. Zentner, verstarb am Morgen des 27. Juli 1839 im Alter von 24 Jahren.
C.W. Volkening war ab dem 1. Dezember 1842 in zweiter Ehe mit Friederike Henriette Volkening, geborene Idel (* um 1801; † 13. Okt. 1875) verheiratet.

## Theophil Mann sen.
(Eigentlich Heinrich Jakob Theophilus Mann; Gelegentlich auch Theophilus Mann oder Theodor Mann; * 14. April 1831; † 21. Juni 1913)

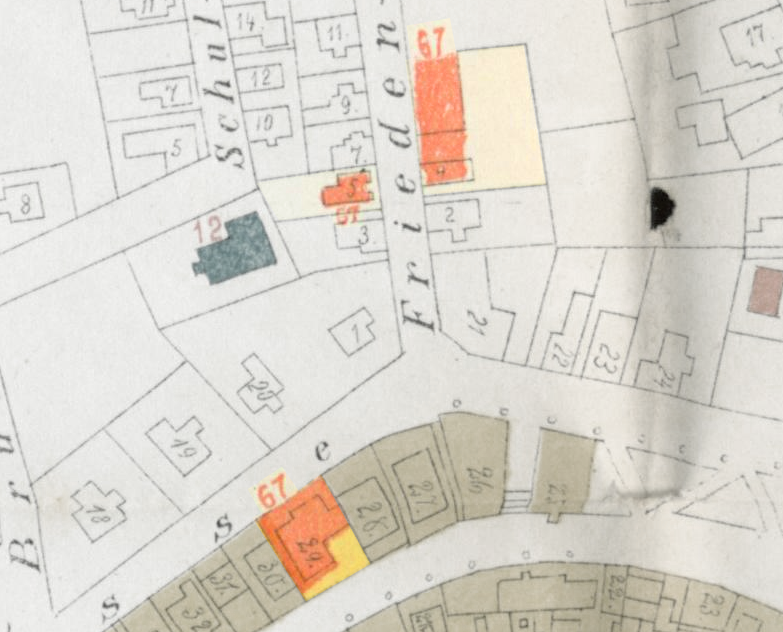
Standorte von Th. Mann & Co. in Bielefeld 1886

Theophil Mann wurde als Sohn des Seilermeisters Johann Heinrich Mann (* 27. April 1784; † 14. Februar 1853) und dessen Frau Caroline Friederike Löseke (* 22. Februar 1794; † 20. September 1865) in Hildesheim geboren. Im Anschluss an seine Schulzeit machte er eine Tischlerausbildung, bevor ab 1848 in der Werkstatt des Hofinstrumentenmachers J. H. Weykopf in Hannover Einblick in den Klavierbau bekam. Nach nur kurzem Einstand ging es für ihn von dort zurück in die Heimat zum Orgelbauer Heinrich Schaper. Theophil Mann war ebenfalls ein Schüler Streichers in Wien. C. W. Volkening rief Th. Mann bereits 1849 nach Bielefeld. Bei Volkening erlernte Th. Mann das Klavierbauhandwerk von Grund auf kennen. Zum Vertiefen seiner Kenntnisse, machte Mann ab 1853 Stationen in den Werkstätten Ernst Irmler jun., Leipzig, Eduard Voigt und Karl Rönisch, Dresden, Karl Schönberner, Bautzen, Alois Bieber, München und Carl Blädel, Stuttgart.
Nach dem Tod Volkenings übernahm Th. Mann die Werkstatt und führte sie ab 1859 als „Pianoforte=Fabrik Th. Mann, Bielefeld“ fort, nachdem seinem Niederlassungsgesuch als Instrumentenmacher in der Stadtverordnetenversammlung vom 11. Januar 1859 stattgegeben wurde. Theophil Manns Ziel war die Anfertigung hochwertiger Pianos mit einem gut ausgebildeten Mitarbeiterstamm. In den Anfängen der Firma – zu dieser Zeit mutmaßlich im sogenannten Kühneschen Haus der Bäckers Christian Kühne an der Kreuzstraße 565 in Bielefeld ansässig, beschäftigte Theophil Mann sen. neun Arbeiter. Die Produktionsqualität wirkte sich auf den Absatz der Instrumente aus und dessen Anstieg machte einen Ausbau der Werkstatt notwendig. In den 1870er Jahren zählten die Instrumente von Th. Mann, neben Herstellern wie Bechstein, Biese, Duysen, Seiler und Gebauer zu den qualitativ hochwertigen «Markenklavieren».
Mitte 1868 wurde der Neubau am Oberntorwall 29 in Bielefeld fertiggestellt und die Fabrik zog aus dem Gebäude Kreuzstrasse 565 aus. Gleichzeitig verlagerte Theophil Mann dorthin sein Ladengeschäft, das bis dato in der Obernstraße von Wilhelm Bertelsmann angemietet war. Am 5. November registrierte Th. Mann unter seinem Namen und unter der Nummer 501 seine Firma im Firmenregister. Seiner Frau Sophie wurde Prokura erteilt. Diese Prokura erlosch am 22. Februar 1894. Zu diesem Zeitpunkt begann Th. Mann nachweislich damit, gebrauchte Instrumente zur Miete anzubieten. In einer Anzeige im Bielefelder Wochenblatt vom 2. Mai 1874 wird die monatliche Miete für ein "gutes Pianino" mit 3 Thaler angegeben.
Wie auch Volkening zuvor, beschickte Th. Mann zahlreiche Industrieausstellungen im In- und Ausland. Auf der Industrie- und Kunstausstellung in London 1862 zeigte Th. Mann „ein Pianino mit der Vorrichtung (...) eines ‚beweglichen Hammerstuhles‘ statt des Pédales céleste.“

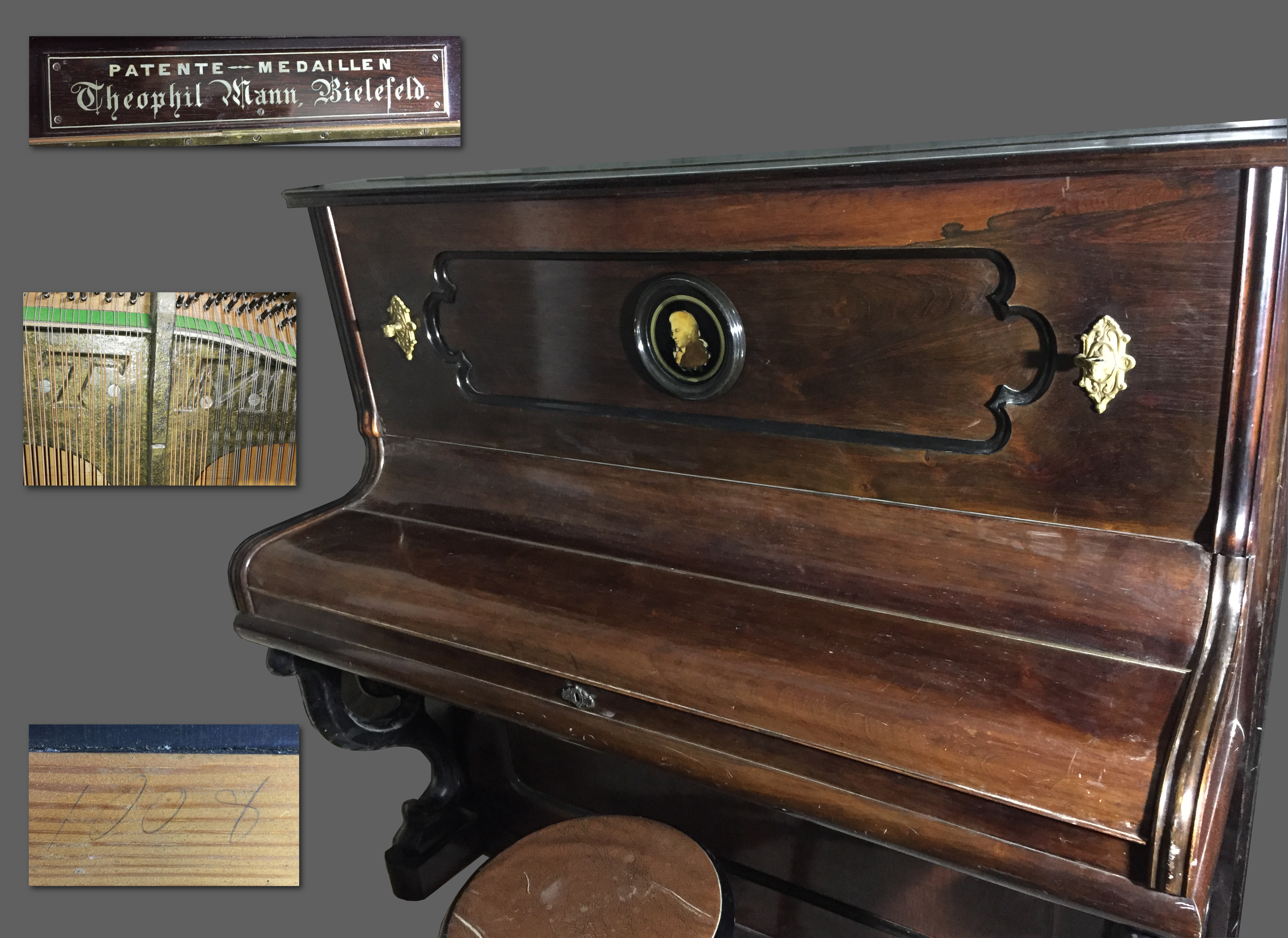
Klavier von Theophil Mann, hergestellt um 1873 und mit handschriftlich vermerkter Seriennummer 1008.

Für das Jahr 1871 wird im Katalog zur Wiener Weltausstellung 1873 vermerkt, dass Th. Mann in jenem Jahr 20 Arbeiter beschäftigte und diese 120 Instrumente herstellten, durch deren Verkauf 24.000 Thaler umgesetzt wurden.
Noch 1873 beschickte Th. Mann alleinig unter seinem Namen die Weltausstellung in Wien mit drei Pianos, für die er eine Verdienstmedaille erhielt. Zu sehen waren ein kreuzsaitiges Piano zu 975 Reichsmark, ein geradsaitiges Instrument zu 822 Rmk und ein schrägsaitiges Klavier zu 675 Rmk. Hervorgehoben wurde der Erfindungsreichtum des Instrumentenbauers, die solide Bauweise der Pianos und deren „edle(r) und weiche(r) Ton“.
Kurz vor Eintritt Hermann Steinhaus, beschäftigte die Pianofortefabrik Th. Mann 40 Gehilfen. Zugleich wurde im Mai 1874 das Klavier mit der Seriennummer 1000 fertiggestellt.

### Privatleben und Familie
Theophil Manns älterer Bruder Karl Gottlieb Mann (* 18. August 1826; † 9. August 1873) übernahm den Seilereibetrieb des Vaters.
In erster Ehe war Th. Mann seit dem 4. März 1860 mit Johanne Elise Agnes, geborene Wehde verheiratet (* 1837; † 1870). Sie war Tochter von Friedrich Wilhelm Wehde und Anne Henriette Volkening, deren Vater Johann Friedrich Volkening Bruder von Johann Heinrich Volkening und Halbbruder Christian Wilhelm Volkening war.
Am Abend des 1. September 1870 verstarb Theophil Manns Frau, nachdem sie elf Tage zuvor das dritte gemeinsame überlebende Kind gebar. Die beiden Kinder Friedrich Carl (* 1. Februar 1861; † 5. September 1863) und Johanna Friederike (* 28. September 1862; † 12. September 1863) verstarben jung. Weitere Kinder waren Anna Emma (* 5. November 1864), Emma Johanne (* 1866) und Henriette Elisabeth (* 1868).
Am 14. September 1896 feierten Th. Mann und seine zweite Frau Sophie Elise Mann, geb. Oldermann (* 7. Juli 1839; † 7. Januar 1915) ihre silberne Hochzeit im Kreis von Verwandten, Freunden und Angestellten.
Theophil Mann Sen. verstarb am 21. Juni 1913 in seiner zweiten Heimat Gütersloh, wohin er sich 1905 mit seiner Frau zurückzog, nachdem er die Fabrik seinem ältesten Sohn Th. Mann Jun. übergeben hatte. Zu diesem Zeitpunkt war Theophil sen. wohnhaft in Gütersloh der Roonstraße 11. Die Beerdigung fand am 24. Juni in Bielefeld auf dem Alten Friedhof (ehemals Nicolaifriedhof) am Jahnplatz statt. Die Grabrede hielt Wilhelm von Bodelschwingh.

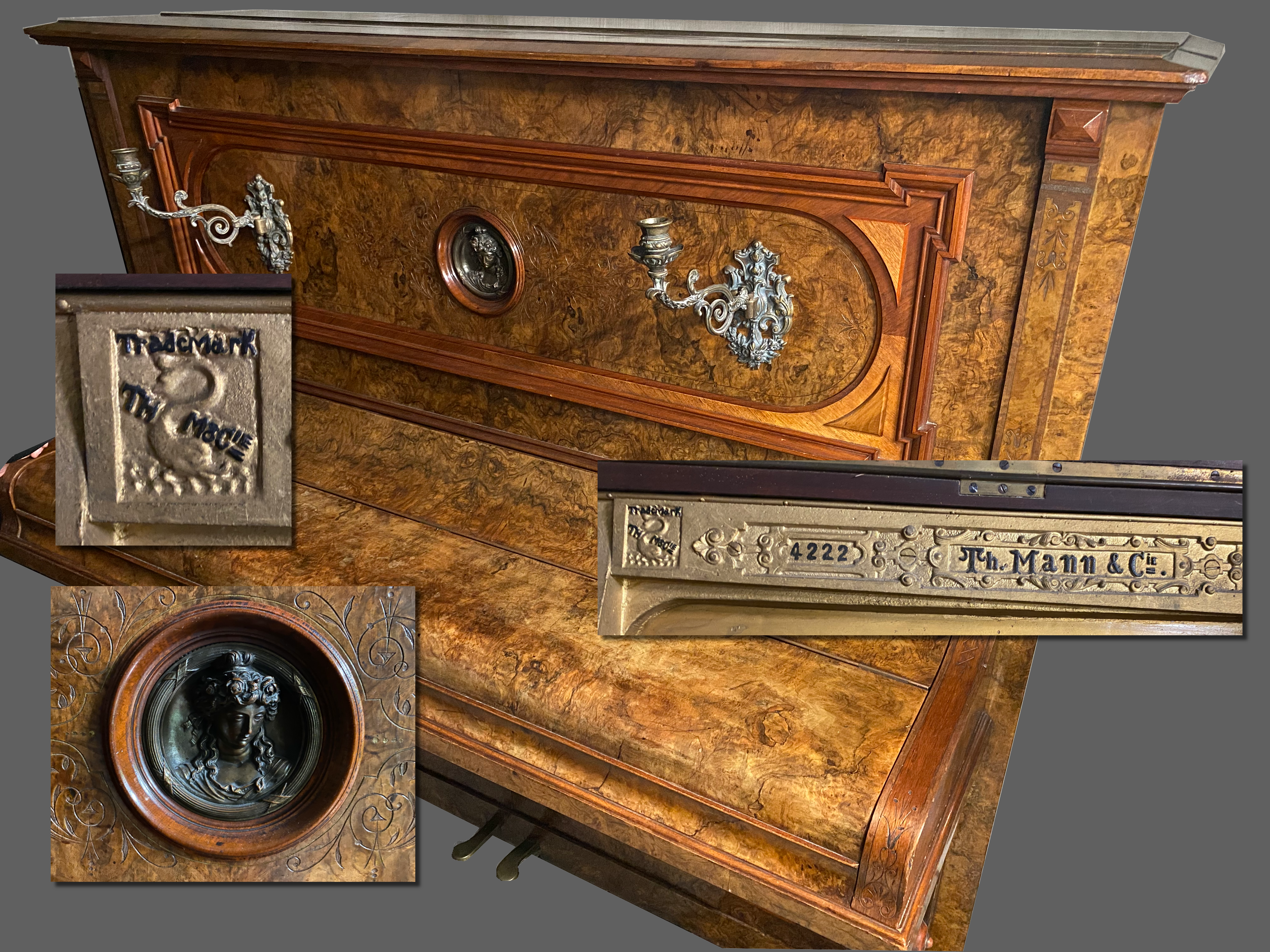
Th. Mann & Co. Klavier mit der Seriennummer 4222, entstanden um 1885.

Friedrich Wilhelm Mann wurde als zweites Kind von Theophil und Sophie Mann am 18. Mai 1874 geboren. Der promovierte Pädagoge wanderte später nach Santiago de Chile aus, wo er als Professor der Philosophie und Pädagogik am Instituto Pedagójico lehrte und als Direktor des Liceo de Aplicación von 1904 bis 1914 tätig war.
Th. Manns Sohn, Traugott Heinrich Mann, geboren am 5. Januar 1881 promovierte 1904 an der Universität Berlin mit einer Arbeit unter dem Titel "Beiträge zur Kenntnis arabischer Eigennamen". Um 1913 war er Direktor der deutschen Realschule in Aleppo, Syrien. Traugott Mann war mit Anna Helene Maria Käthe Mann verheiratet. Er starb am 5. April 1949 in Berlin.

### Soziales, politisches und kulturelles Engagement
Ende 1869 übernahm Theophil Mann sen. für vier Jahre im 7. District von Bielefeld die Aufgaben des Armenpfleger. Diese Tätigkeit legte er im April 1891 nieder. Für die Conservative Partei ließ sich Th. Mann sen. 1870 als Wahlmann 1. Klasse für den 6. Bezirk in Bielefeld aufstellen. Am 28. Dezember 1876 wurde Theophil Mann mit 283 Stimmen zu einem von 13 Repräsentanten der Altstädter Gemeinde gewählt. Des Weiteren war Theophil Mann sen. spätestens vom 27. März 1885 bis zum 24. April 1910 für über 25 Jahre im Vorstand der v. Bodelschwinghschen Anstalten (heute Stiftungen) ehrenamtlich tätig (im Vorstand von Nazareth spätestens ab dem 13. April 1883) und initiierte gemeinsam mit Friedrich von Bodelschwingh und weiteren Bielefelder Händlern und Fabrikanten den Verein Arbeiterheim, der zum Ziel hatte, günstigen Eigentumswohnraum für Fabrikarbeiter in Bielefeld zu schaffen. Zugleich war Theophil Mann als Kassierer des Deutschen Herbergsvereins in Bielefeld unter dem Vorsitzenden Bodelschwingh engagiert.

### Vorstandstätigkeit
Am 21. April 1886 trat Theophil Mann als Vorstandsmitglied in die Firma Vereinshaus-Actiengesellschaft zu Bielefeld ein. Damit ersetzte er den ausgeschiedenen Kaufmann Prigge. Im Oktober 1903 wird Th. Mann, als Ersatz für den Rentner Theodor Tiemann, in den Aufsichtsrat gewählt.

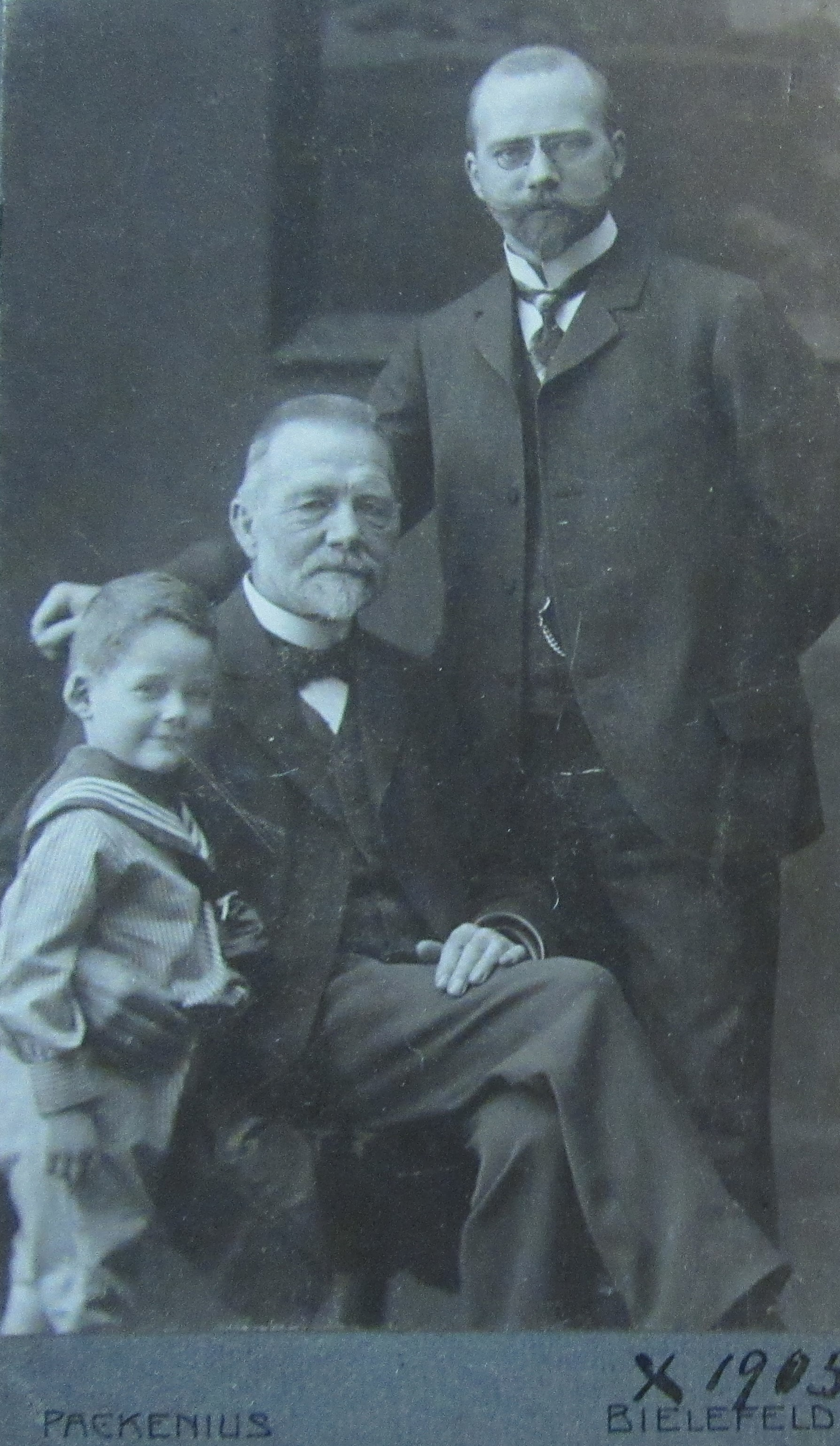
Th. Mann sen., Th. Mann jun. und Theodore H. Mann, um 1906.
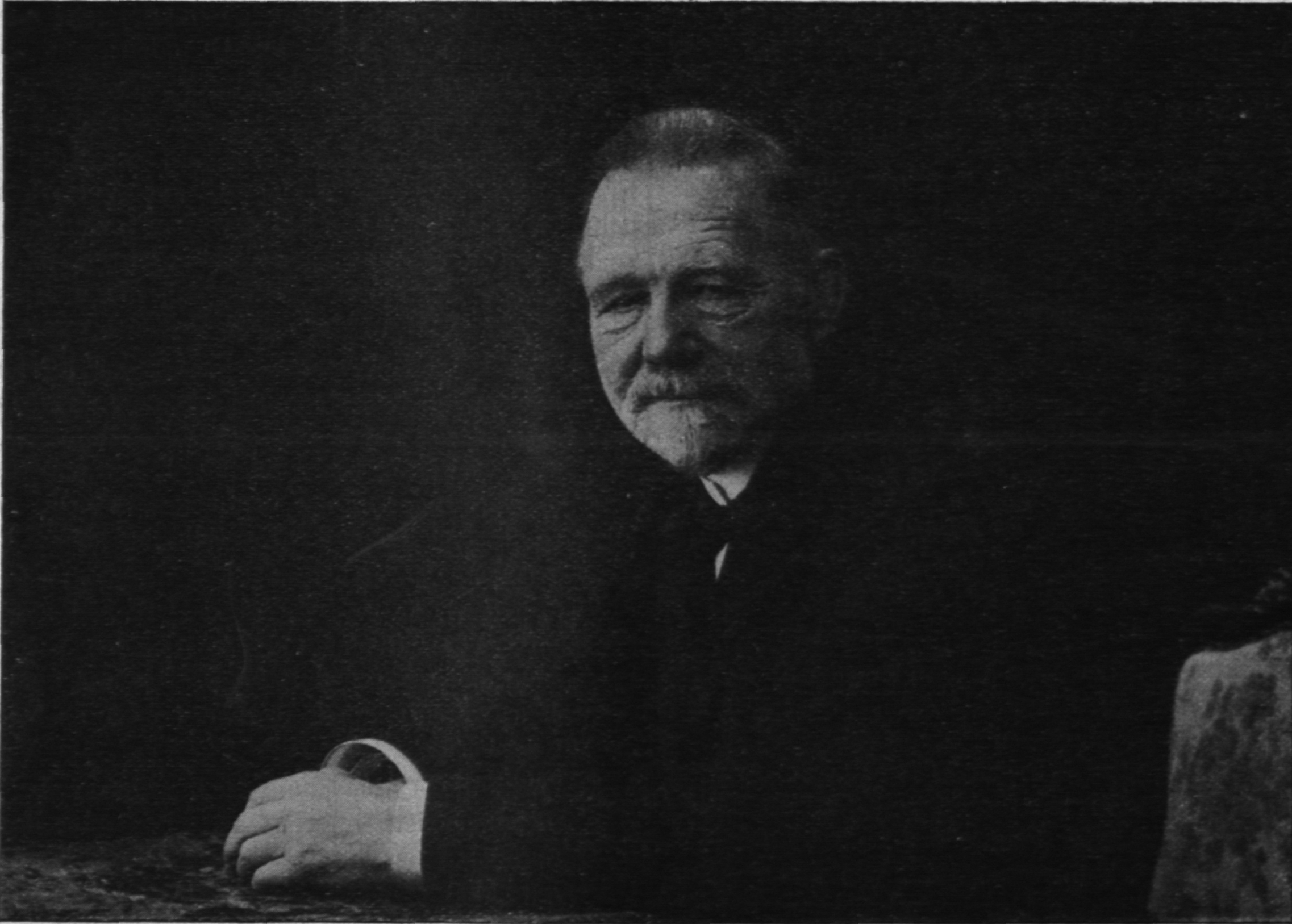
Theophil Mann sen., ca. 1900.
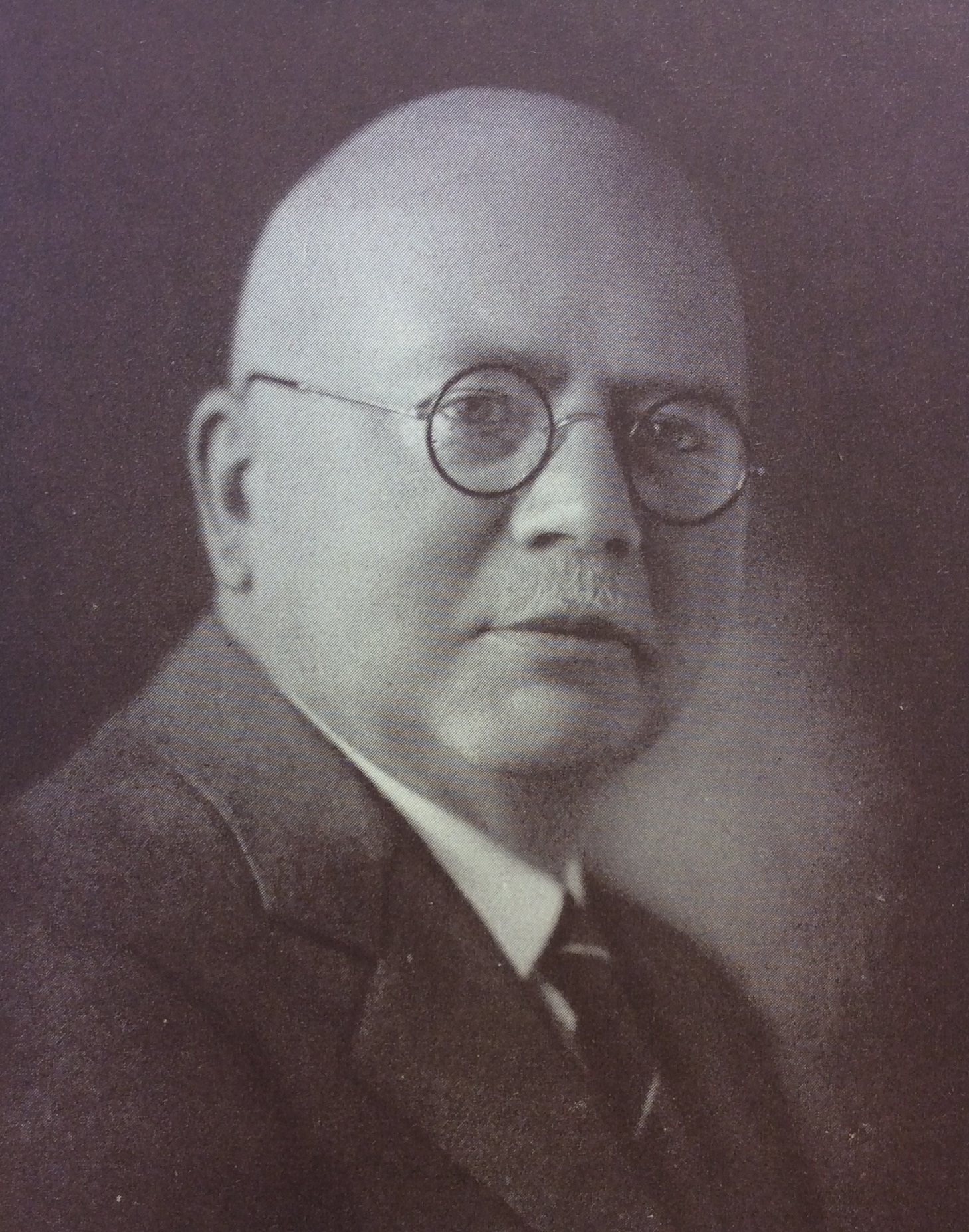
Theophil Mann jun., ca. 1930.
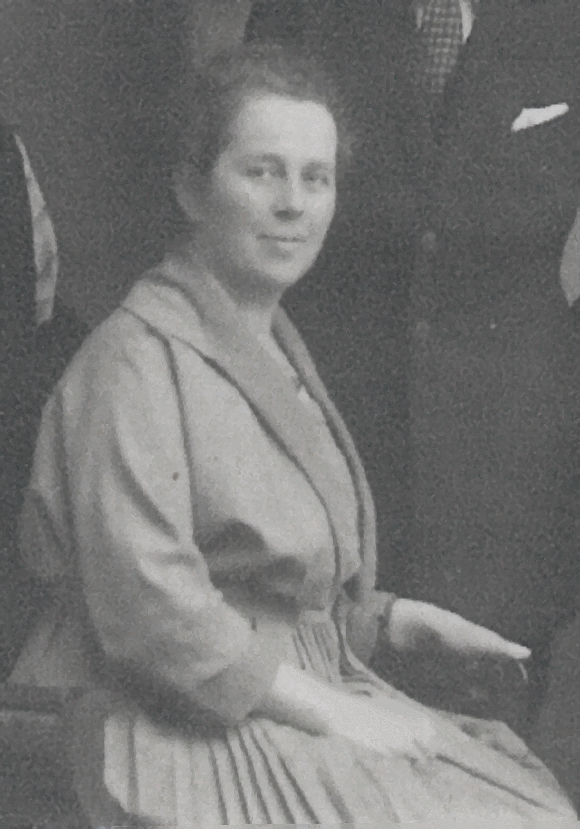
Helene Mann, um 1925.
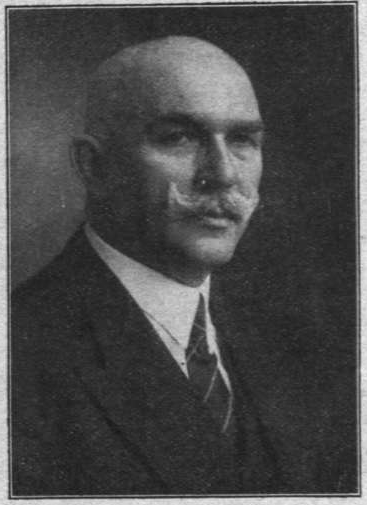
Max Porth, um 1935.

## Hermann Gottfeld Steinhaus & Th. Mann & Co.

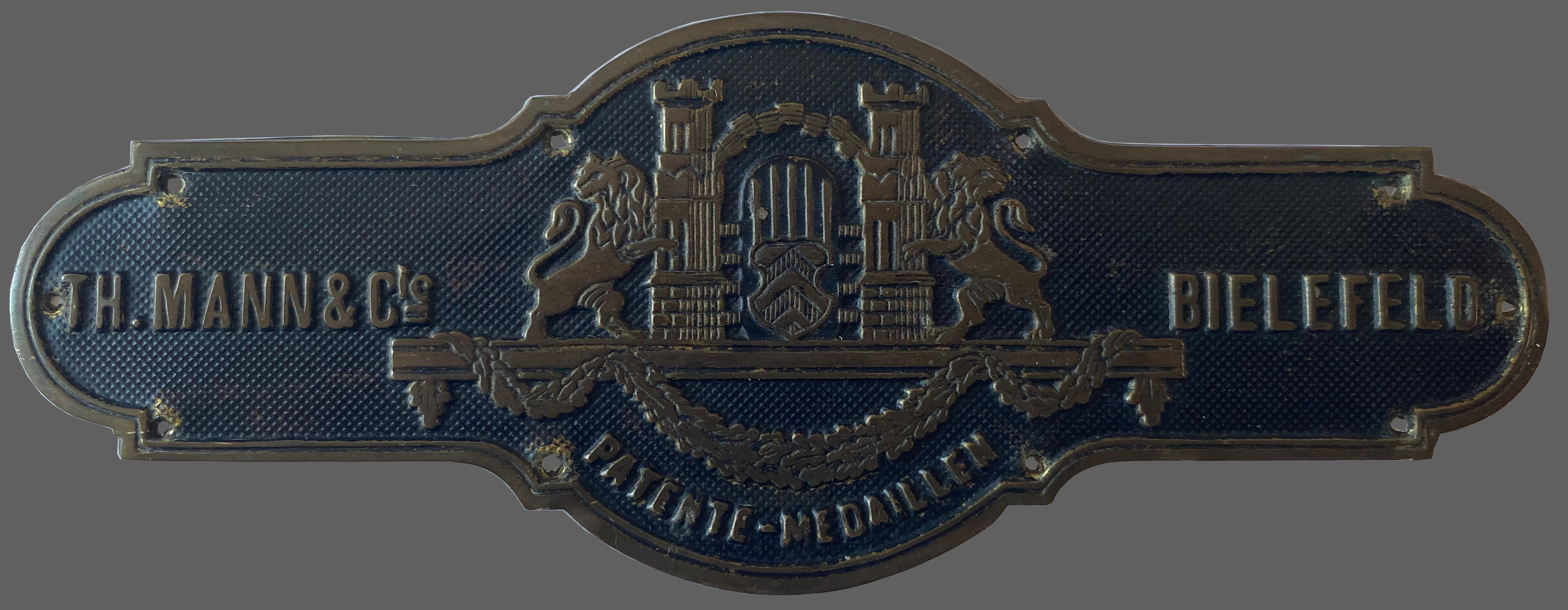
Th. Mann Firmenplakette vom Klaviaturdeckel des Klaviers mit der Seriennummer 8516, entstanden um 1895.

(Gelegentlich auch Wilhelm Steinhaus, * 17. Juli 1850; † 9. Februar 1933)
Hermann Steinhaus entstammte einer angesehenen Barmer Familie. 22-jährig kam Steinhaus nach Bielefeld und trat 1872 in die Dienste von Th. Mann. Im Herbst 1874 trat er als Teilhaber in die Pianofabrik Th. Mann ein, die hernach als Gesellschaft unter dem Namen Th. Mann & Co. firmierte (Nr. 253 des Gesellschaftsregister). In einigen Druckschriften wird der Name auch verkürzt mit Mann & Co. oder Mann & Cie angegeben.
Die Räumlichkeiten am Stammhaus wurden in dieser Zeit bereits zu klein und es wurde eine Werkstatt in der Nähe der Fabrik angemietet. Im Jahr 1875 fanden am Stammhaus zahlreiche Neu- und Umbauten statt und die Fabrikation wurde auf Dampfbetrieb umgestellt, was eine Vermehrung des Arbeiterstammes zur Folge hatte. Zu dieser Zeit beschäftigten Th. Mann & Co. 50 Arbeiter.
Hermann Steinhaus registrierte am 24. Oktober 1877 unter der Nummer 732 im Firmenregister von Bielefeld sein Geschäft. Bereits Ende des Monats trat Theophil Mann als Teilhaber ein. Diese Firma wurde daraufhin gelöscht und die Offene Handelsgesellschaft »H. Steinhaus« mit H. Steinhaus und Th. Mann als Inhaber wurde unter der Nummer 310 des Gesellschaftsregisters am 30. Oktober 1877 eingetragen.

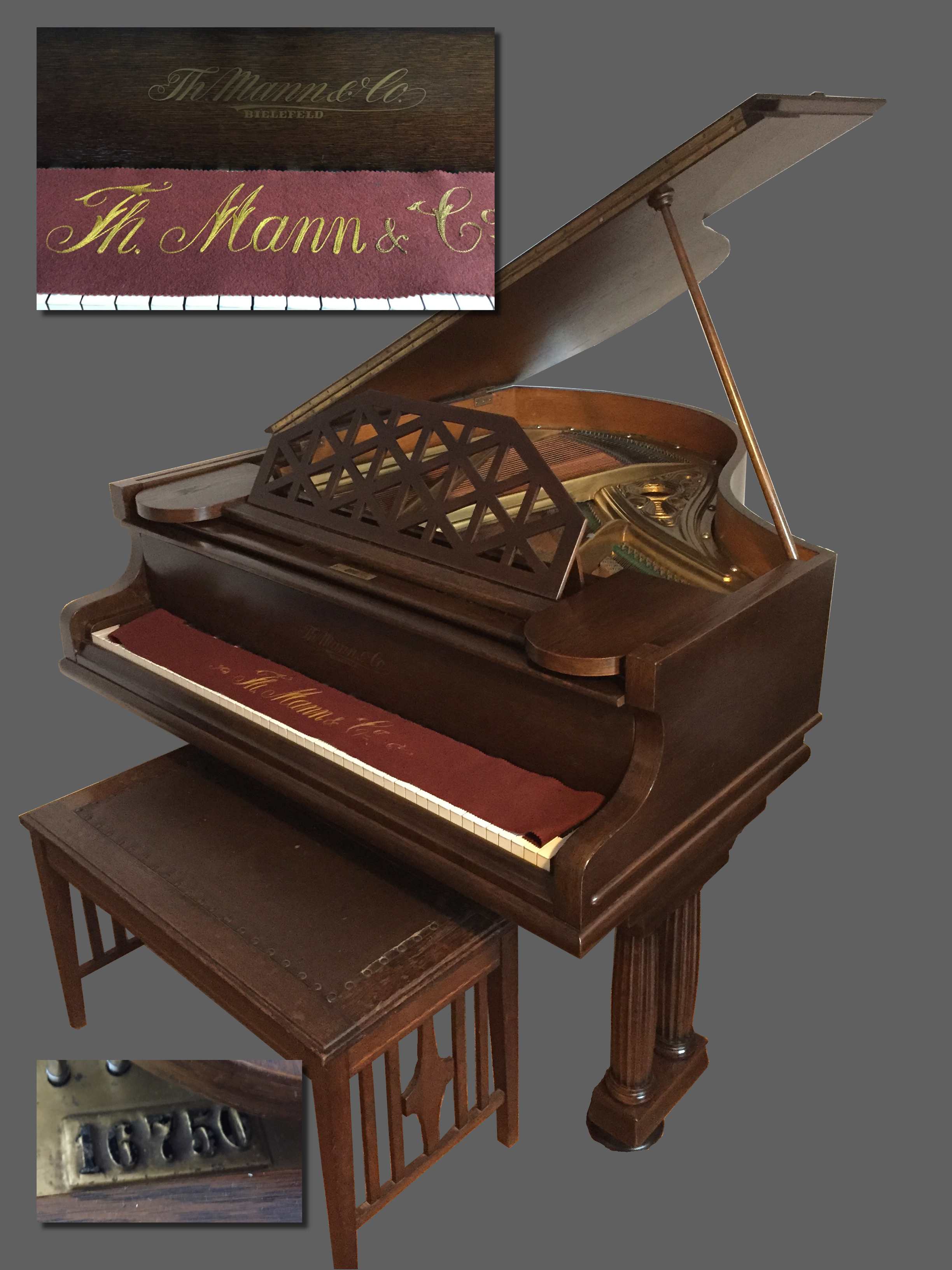
Stutzflügel von Th. Mann & Co. aus dem Jahr 1911.

In den frühen Morgenstunden des 19. Oktobers 1879 brach im nach der Grabenstraße gelegenen Maschinenraum der Fabrik ein Feuer aus, das unter großem Einsatz der örtlichen Feuerwehren, insbesondere der örtlichen Turnerfeuerwehr eingedämmt und gelöscht werden konnte, ohne dass das Feuer auf angrenzende Gebäude übersprang. Nach Eigenauskunft des Unternehmens hielt sich der Schaden in Grenzen und es gab keine Einschränkungen hinsichtlich Produktion und Arbeiterzahl. Das Bielefelder Tageblatt vom 20. Oktober 1879 schreibt hierzu:
Bielefeld, 20. Oct. Gestern Morgen gegen 1⁄25 Uhr / wurden die Einwohner durch Feuersignale und Läuten der Brandglocken in ihrer Ruhe gestört. Es brannte zuerst / im unteren Maschinenraume der Pianofabrik / der Herren Th. Mann & Co. hier. Sämmtliche / Spritzen der Stadt und der Turnerfeuerwehr waren bald zur / Stelle, allein wegen des starken Rauchs und der Unzu-/gänglichkeit zu dem Heerde des Feuers konnten dieselben / nicht sofort in Tätigkeit gesetzt werden. Nachdem die / Hindernisse beseitigt, gelang es anscheinend den Bemühungen / der städtischen Rettercompagnie und der Turnerfeuerwehr / das Feuer zu bewältigen, so daß sich gegen 3⁄46 Uhr fast / sämmtliche Zuschauer entfernt hatten. Gegen 1⁄27 Uhr / schlugen indeß gegen alle Erwartungen die hellen Flammen / aus der obersten und mittleren Etage des Fabrikgebäudes / empor, so daß nicht allein dieses, sondern auch die benach-/barten Gebäude in der größten Gefahr waren. Merk-/würdigerweise hatte sich das Feuer von dem Maschinen-/raum mittelst der Treibriemen, welche zur Sicher-/heit de Arbeiter mit einem Holzgehäuse umgeben waren, / nach dem mittleren und oberen Stockwerke verbreitet. (...) Gegen 1⁄211 Uhr / war das Feuer so weit gedämpft, daß die nächsten Nach-/barn, welche im Begriffe standen auszuräumen, wieder / freier aufathmen konnten. Es gewährte einen betrübten / Anblick, die schönsten neuen Pianinos im Lager in hellen / Flammen zu sehen. Das Aussehen der Fabrik nach dem / Brande ist ein trauriges. Dieselbe ist so gut wie gänzlich / zerstört, ebenso die Maschinen, nur die nackten Umfassungs-/mauern sind stehen geblieben. Das Wohnhaus hat im / Ganzen wenig gelitten. Von den Mobilier ist der größte / Theil gerettet. Der Schaden ist ein sehr bedeutender und / hat denselben die Westdeutsche Versicherungs-Gesellschaft in / Essen zu decken. Hoffentlich wird es den Bemühungen der / Inhaber der Fabrik bald gelingen, provisorische Geschäfts-/räume zu miethen, um den Arbeitern wieder Verdienst zu / geben, sowie die zahlreichen Aufträge ausführen zu können.

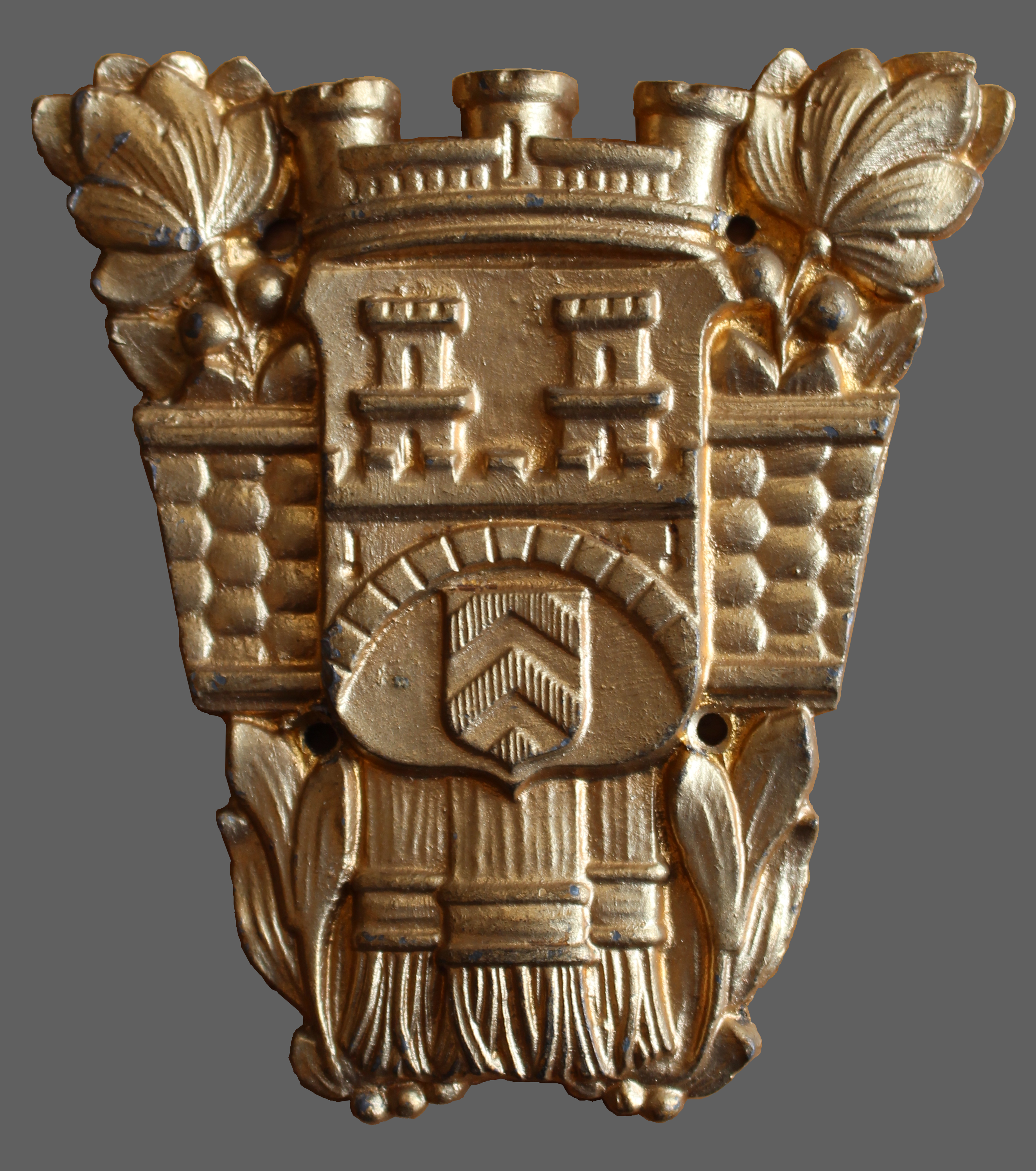
Markenemblem von Th. Mann & Co. auf dem Klavier mit der Seriennummer 14542.

Am Folgetag findet sich in der Bielefelder Zeitung, Der Wächter folgende Passage:
Der in der Th. Mann'schen Pianofortefabrik / durch die Feuersbrunst in der Sonntagnacht angerichtete / Brandschaden wird wahrscheinlich die Summe von / 50,000 M. übersteigen. Versichert war das Etablisse-/ment bei der Westdeutschen Versicherungs-Aktien-Bank / in Essen. (...).
Gemeinsam mit H. Steinhaus vermochte Th. Mann die Produktion in Qualität und Quantität steigern, was sich in zahlreichen erworbenen Medaillen niederschlug. Die Firma erzielte 1880 in Düsseldorf eine Bronzene Medaille für Pianinos. Auf der Amsterdamer Colonial Ausstellung 1883 gewann das Unternehmen eine Goldene Medaille für Pianinos. In London stellten Th. Mann & Co. 1884 im Kristallpalast vier Pianinos aus. Zwei von diesen waren mit einer neuen Art von Stimmvorrichtung ausgestattet. Für diese Instrumente wurde die Firma mit einer Bronzenen Medaille ausgestattet. Auch auf der Antwerpen International Exhibition 1885 erzielte Th. Mann & Co. „die goldene Medaille als Preis erster Klasse für ihre Pianinos.“ Ebenfalls eine Goldene Medaille für Pianos erzielten Messier Mann & Co auf der Weltausstellung zu Brüssel 1888. Für ihre Instrumente erhielt "die Pianofabrik Th. Mann & Cie. in Bielefeld als ersten Preis die goldene Medaille" während der norddeutschen Handels- und Industrieausstellung in Lübeck 1895. Auf der Düsseldorfer Ausstellung 1902 vermochten sie eine Silberne Ausstellungsmedaille erzielen.
Im Jahr 1883 beschäftigten Th. Mann & Co. bereits 70 Arbeiter, gegenüber 64 im Vorjahr, und vermochten die Zahl in 1884 bereits auf 85 steigern. Damit verbunden waren Erweiterungen der Produktionsstätten und des Maschinenparks. Für das Jahr 1890 wird im Bericht der Handelskammer Bielefeld vermerkt, dass durch 97 Arbeiter mit 10 Dampfkraftmaschinen 670 Pianos gefertigt wurden.
Im Frühjahr des Jahres 1896 fertigten Th. Mann & Co. ihr 10000stes Instrument, was im Kreis der Firmeneigentümer und Belegschaft mit einer Festlichkeit begangen wurde. Bei dem Jubiläumsinstrument handelte es sich um ein sogenanntes Reformpianino, das Th. Mann & Co. Mitte der 1890er, auf Basis eines Patents von H. Wagner (Carl Blaedel's Nachfolger, Stuttgart; D.R.P. 76946) begannen zu fertigen. Die Besonderheit dieses Instruments ist die hochklappbare Klaviatur, was das Instrument besonders raumsparend, insbesondere für den Export macht.
In der Nacht auf den 2. August 1896 zertrümmerte der Maurerhandlanger Rudolf Schlewing ein Fenster des Fabrikgebäudes von Th. Mann & Co. an der Friedenstraße, wofür er durch den Schutzmann Heine verhaftet und am 28. Oktober des Jahres vor dem Schöffengericht verurteilt wurde.

### Privatleben & Familie
Hermann Steinhaus war seit dem 14. Februar 1878 mit Bertha Helene Steinhaus, geborene Woermann verheiratet. Seine Frau arbeitete als Musiklehrerin und seine Tochter Julie Johanne Charlotte Steinhaus (1878–1944) als Bibliotheksleiterin und war maßgeblich am Aufbau der Bielefelder Stadtbibliothek beteiligt. Am 17. August 1880 kamen die beiden gemeinsamen Töchter zur Welt. Julie Steinhaus arbeitete später als Bibliothekarin und Lydia Steinhaus als technische Lehrerin. Hermann Steinhaus Sohn, Hermann Steinhaus jun. war als Handlungsgehilfe tätig. Später wurde er Teilhaber der Herforder Firma Pecher & Co.

### Berufliches Engagement
Hermann Steinhaus war als Teilhaber der Pianofabrik Th. Mann & Co. stellvertretender Vertrauensmann der Berufsgenossenschaft der Musikinstrumenten-Industrie für die Abteilung II des Bezirks V in der Sektion II, Berlin (Provinz Westfalen).

### Soziales Engagement
Hermann Steinhaus war jahrelang als Presbyter der Neustädter Marienkirchengemeinde in Bielefeld tätig.

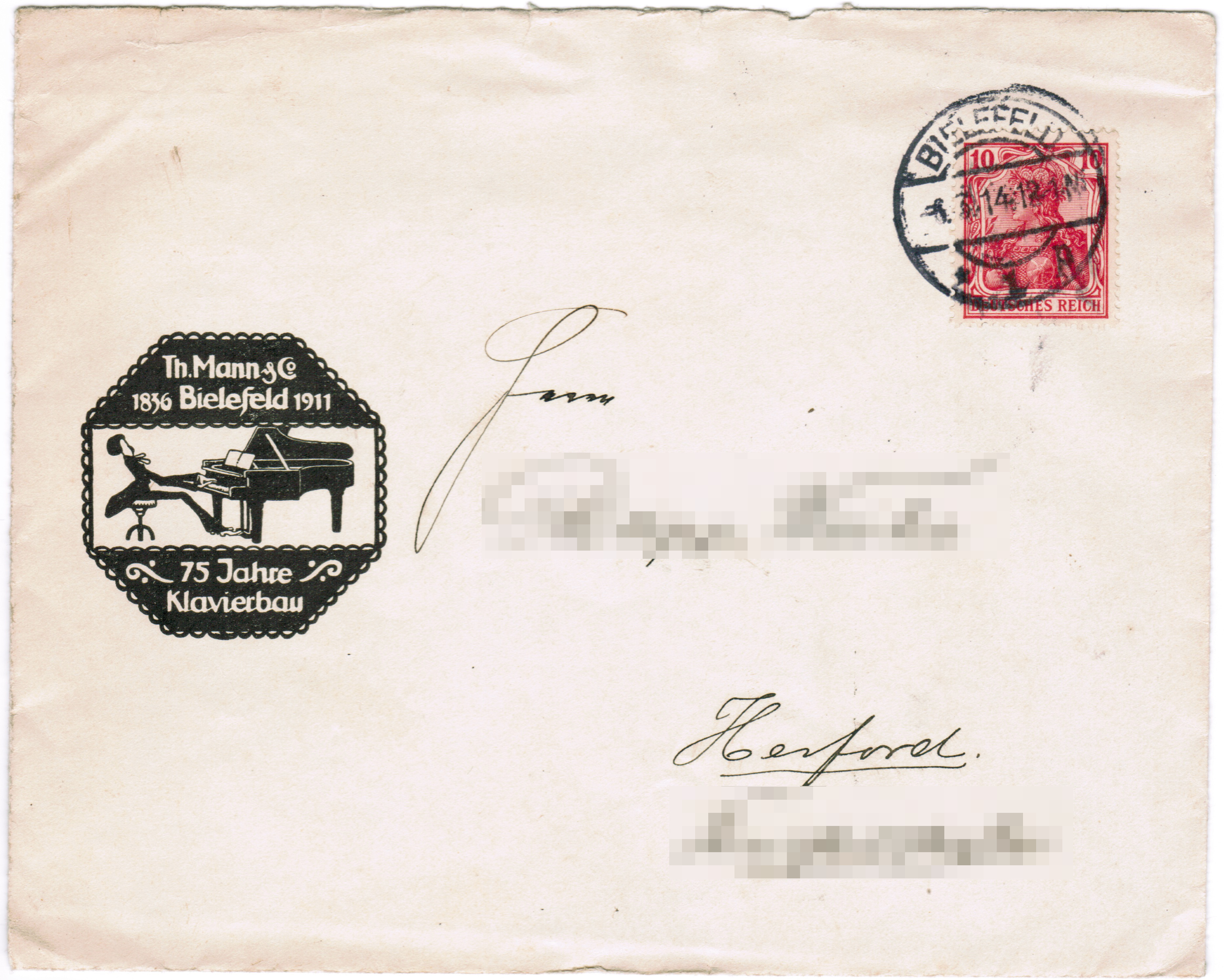
Umschlag mit Jubiläumslogo von 1914.
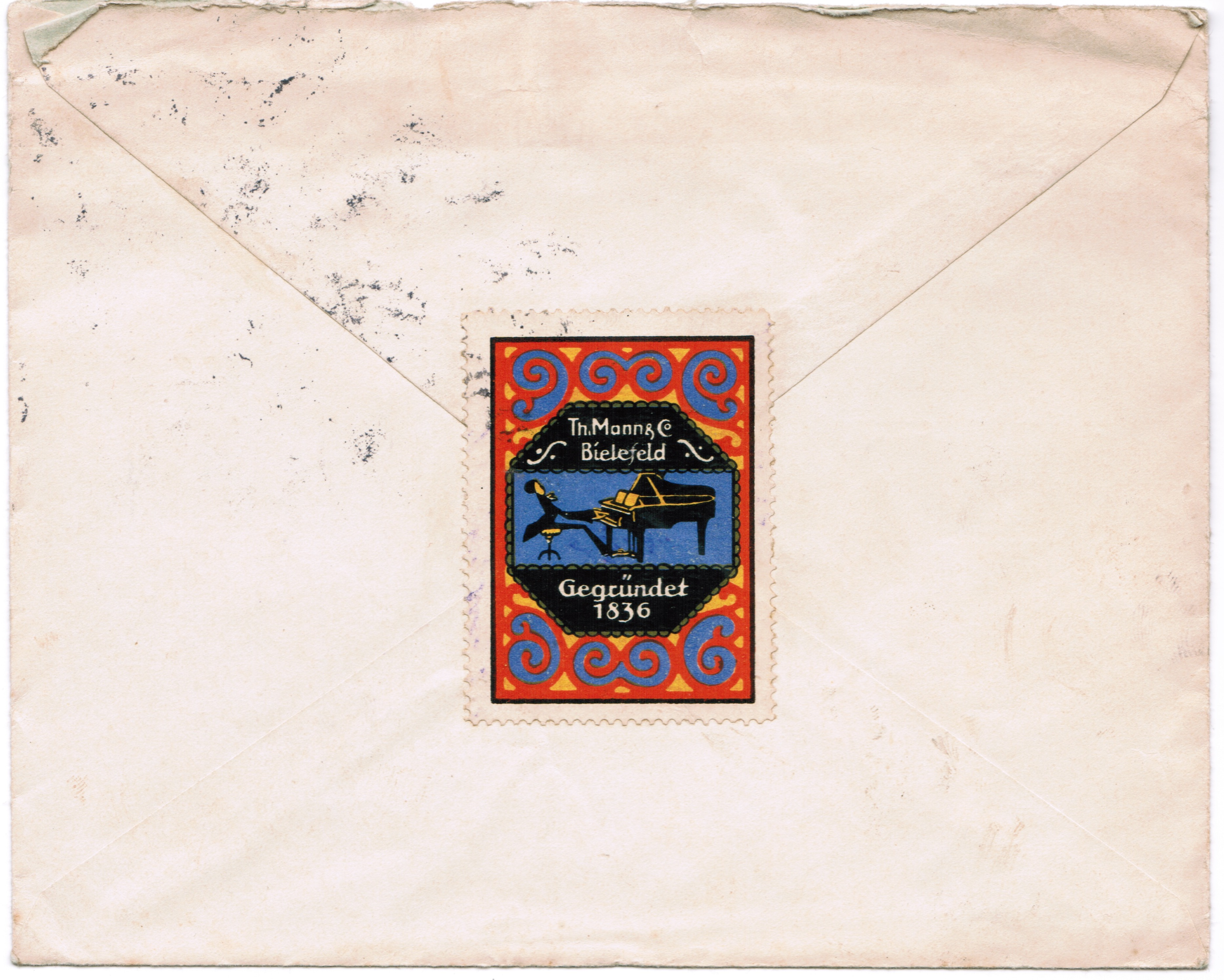
Rückseite eines Umschlags von 1914 mit Reklamemarke.
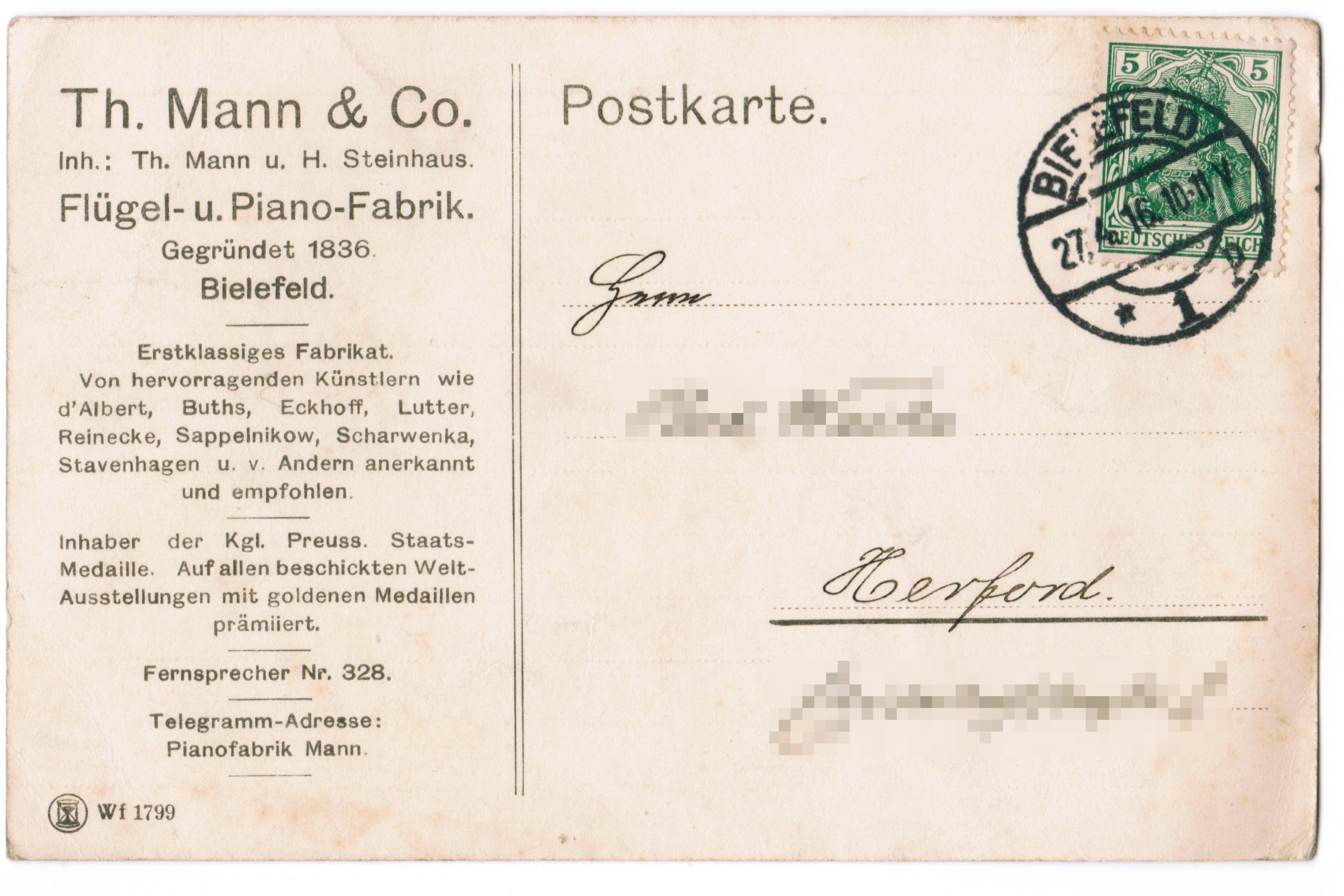
Postkarte von 1916.
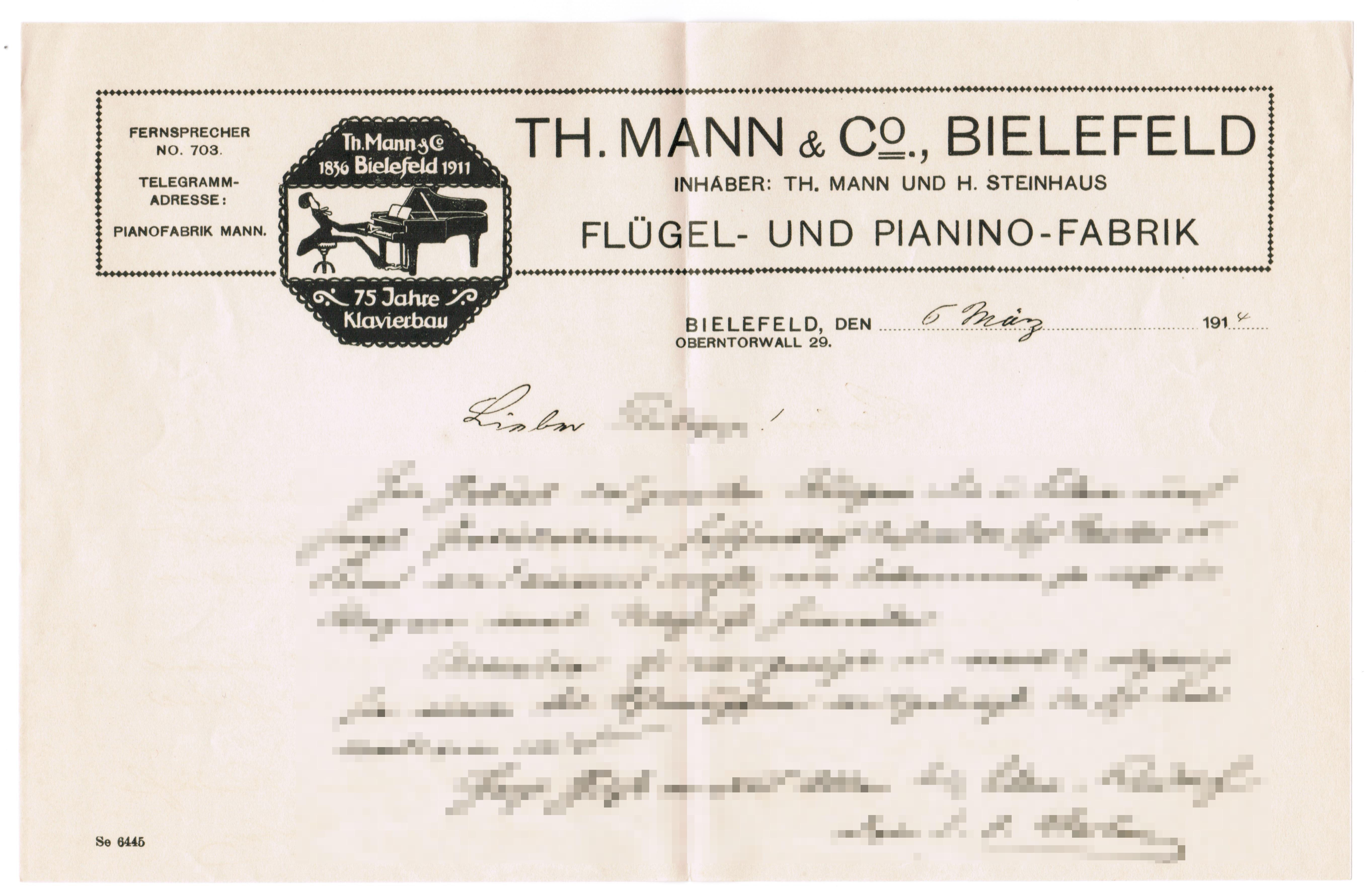
Briefkopf mit Jubiläumslogo von 1914.
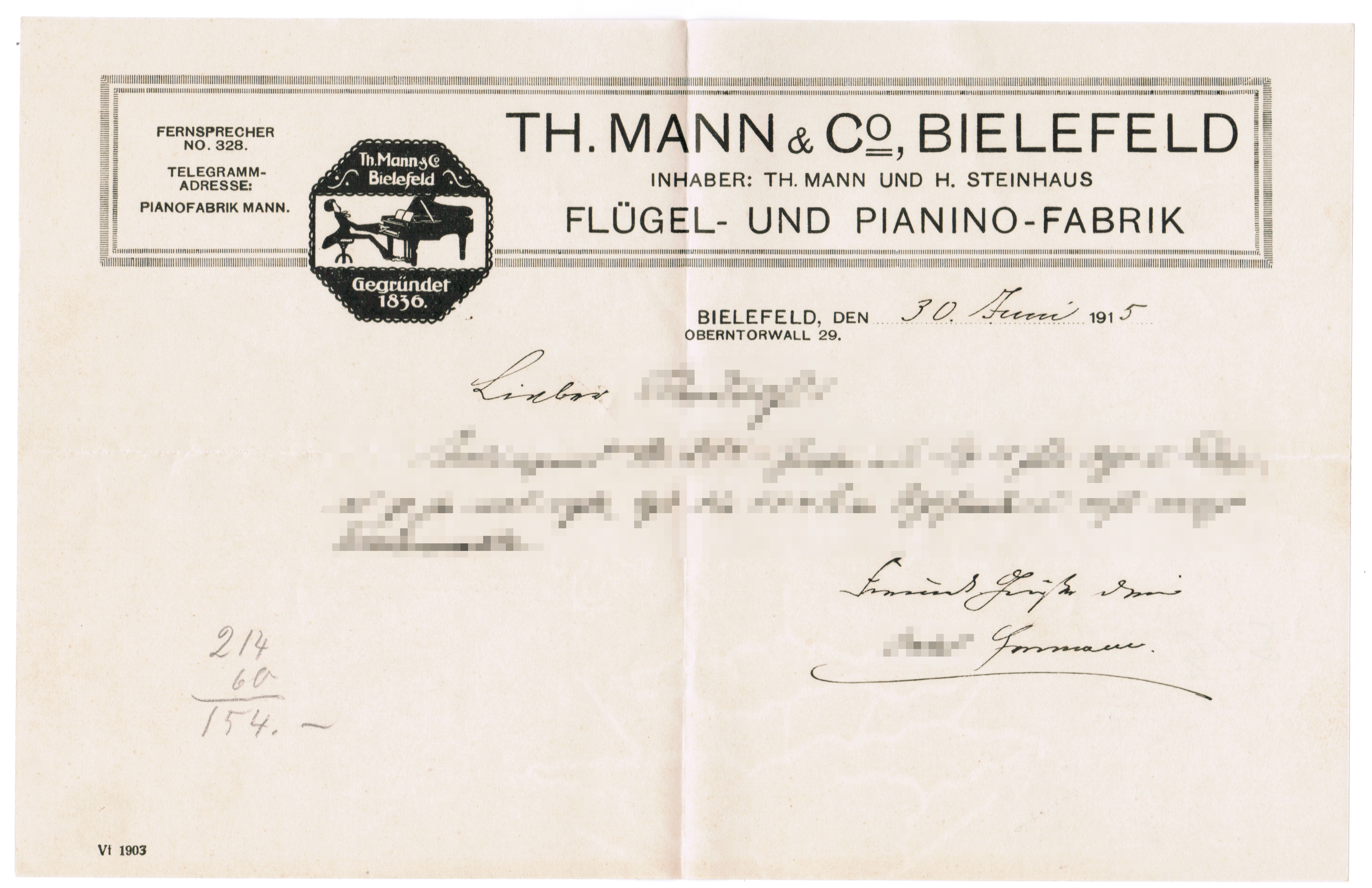
Briefkopf von 1915.
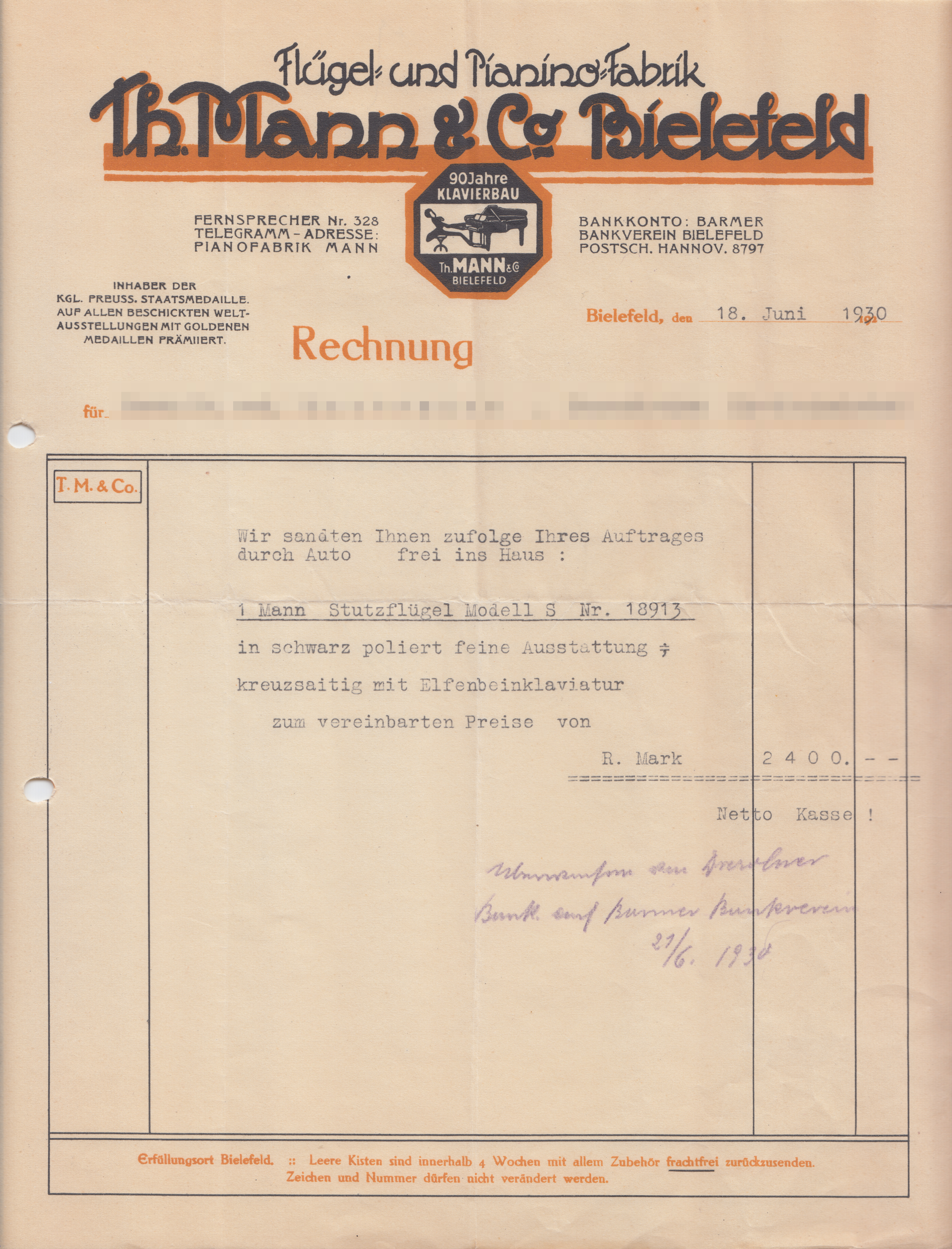
Rechnung mit Briefkopf für Flügel Nr. 18913 von 1930.
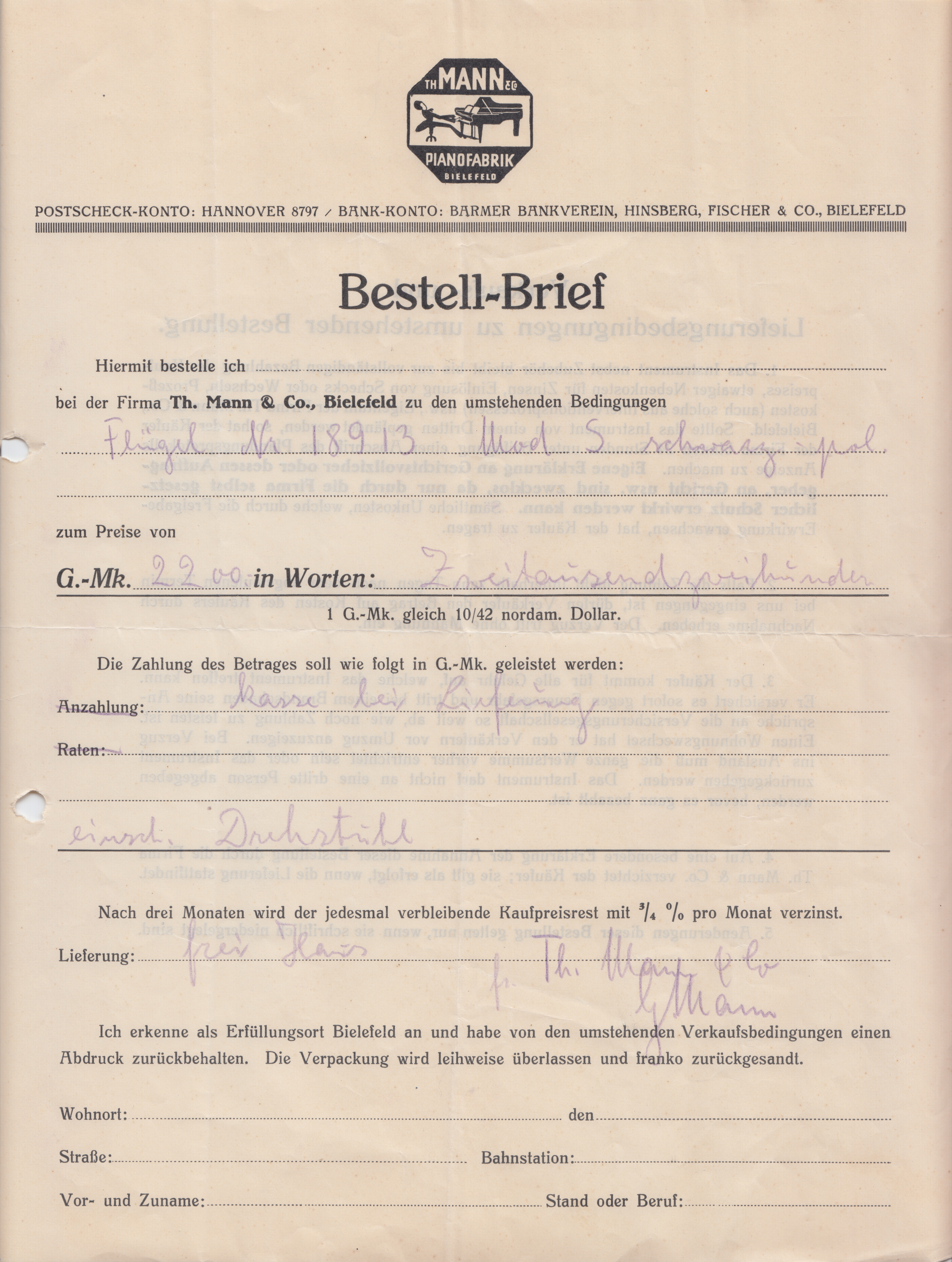
Kundenkopie des Bestellscheins für Flügel Nr. 18913.
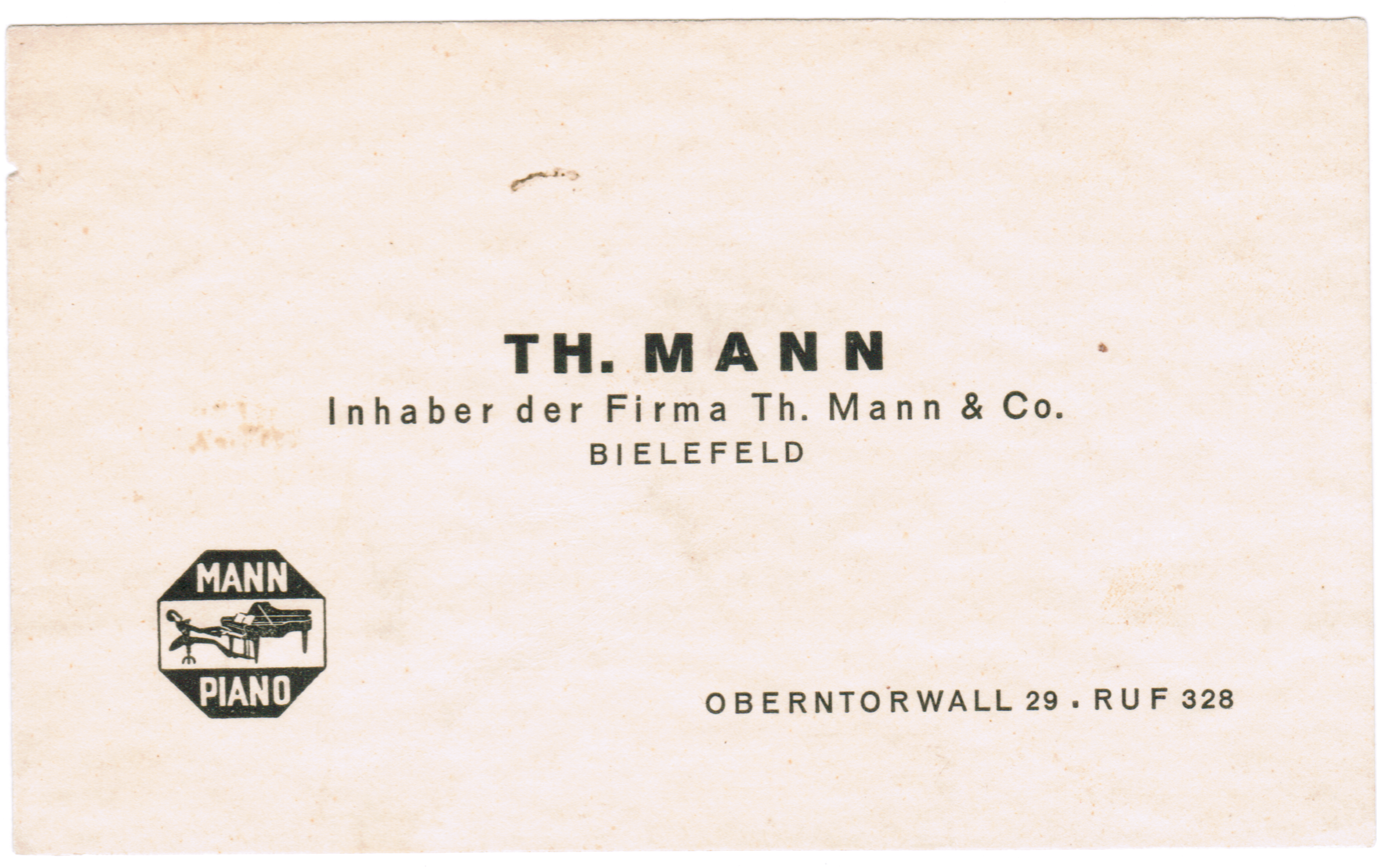
Visitenkarte von Th. Mann & Co.
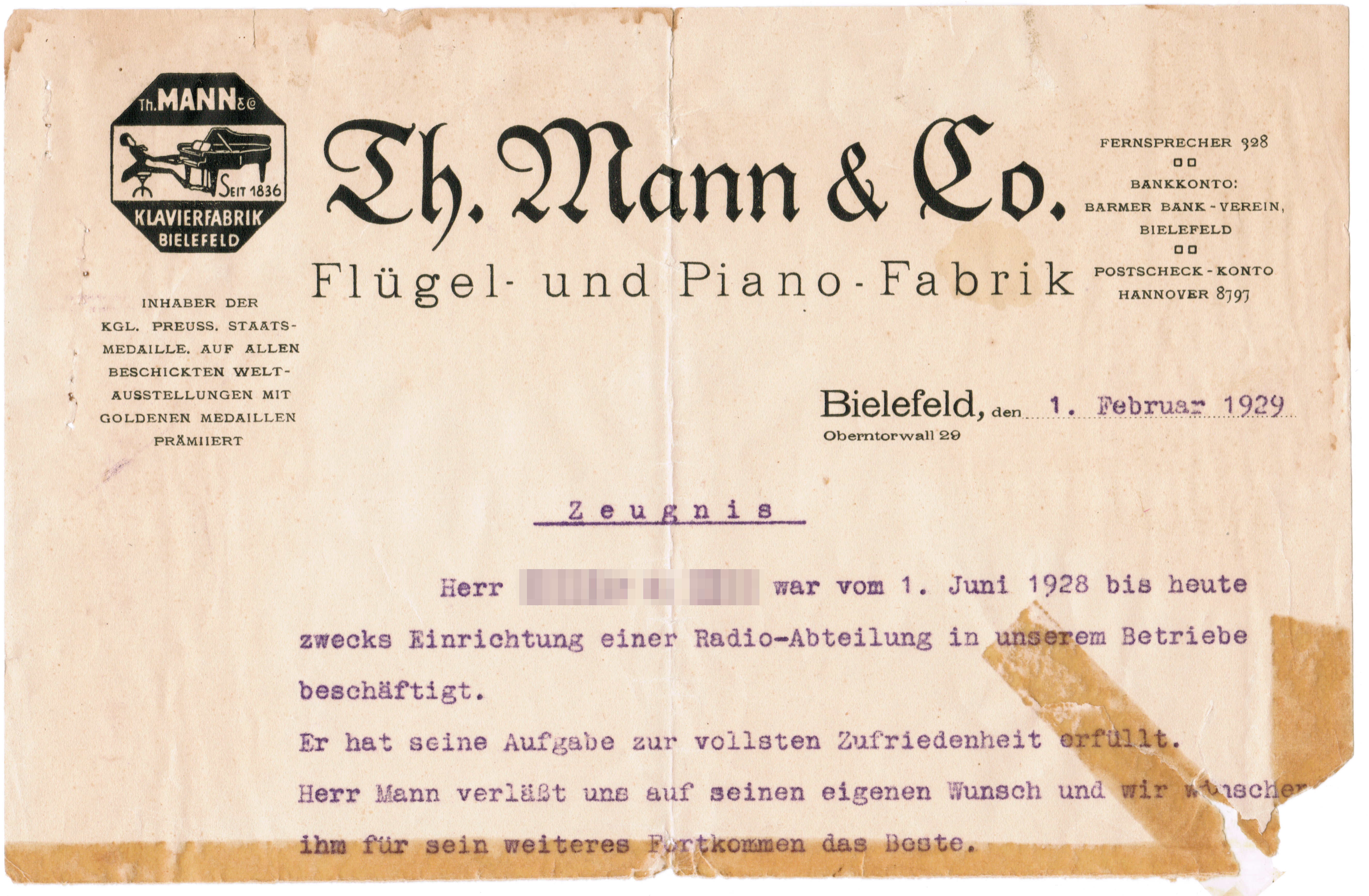
Briefkopf von Th. Mann & Co. von 1929.

## Theophil Mann jr.
(eigentlich Karl Bernhard Theophilus Mann, * 8. Februar 1873; † 18. März 1935)

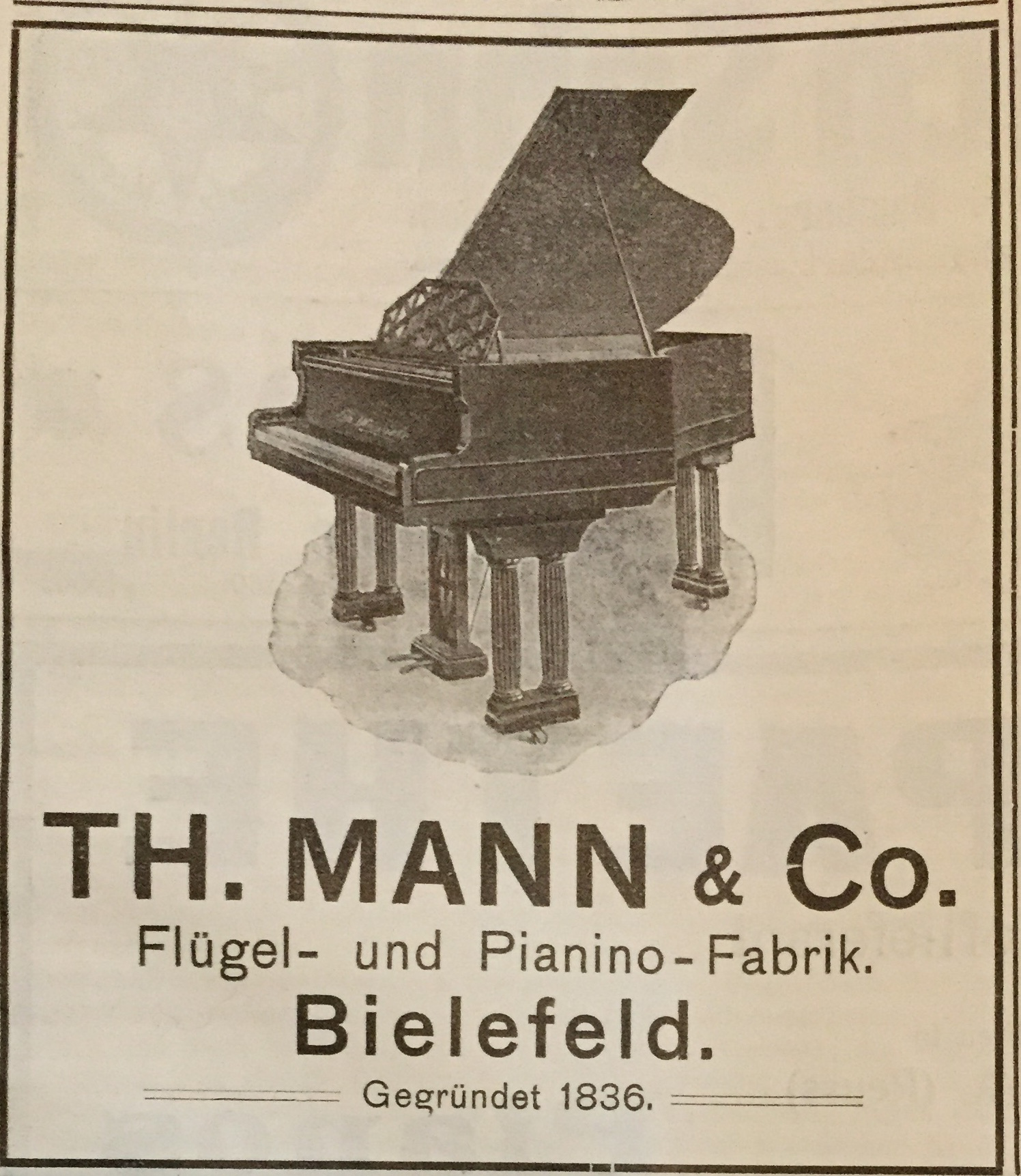
Anzeige von Th. Mann & Co in der Zeitschrift für Instrumentenbau vom 1. April 1911.

Th. Mann sen. zog sich altersbedingt 1905 aus dem Unternehmen zurück und sein Sohn, der bei Steinway & Sons in New York, C. Bechstein in London und in Paris lernte, trat am 7. April 1905 als persönlich haftender Gesellschafter in die Firma ein und übernahm die technische Leitung des Betriebs.
Im März 1907 eröffneten Th. Mann & Co., neben ihrem Ladengeschäft am Oberntorwall 29 ein größeres Magazin mit etwa 100 Instrumenten eigener und fremder Produktion, darunter Mignon-Apparate. Kurz darauf vollendeten Th. Mann & Co. im Juli 1907 ihr 15000stes Instrument. Theophil Mann, Hermann Steinhaus und die gesamte Belegschaft der Fabrik feierten dieses Ereignis gemeinsam in Fritz Remkes Theatersaal am Niederwall. In ihrer Filiale am Standort in Detmold, Paulinenstraße 39, führten Th. Mann & Co. um 1909 – anlässlich der 2000-Jahr-Feier der Schlacht am Teutoburger Wald – täglich Mignon-Konzerte auf.
1911 beschickten Th. Mann & Co. die Weltausstellung in Turin, Italien mit Flügeln und Klavieren, für die sie die Goldene Medaille erhielten. Die Westfälische Zeitung vom 5. Oktober 1911 schreibt dazu: „Die ‚Goldene Medaille’ wurde der hiesigen Firma Th. Mann u. Co. seitens der Jury der Weltausstellung in Turin zuerkannt für einen kleinen Stutzflügel und ein Pianino kleinsten Formats die daselbst ausgestellt waren.“
Kurz vor Ausbruch des Ersten Weltkriegs waren in der Fabrik 100 Arbeiter beschäftigt, die alle fünf Stunden ein Klavier fertigten, wodurch wöchentlich eine Waggonladung exportiert wurde. Th. Mann Klaviere wurden zu diesem Zeitpunkt nach England, Belgien, Italien und in weitere europäische Länder, sowie Übersee verschifft.
1926 feierte das Unternehmen sein 90-jähriges Jubiläum mit einer aufwändigen Jubilarsschrift.
Infolge der Nachwirkungen des Ersten Weltkriegs und dem Verlust des Zugangs zum Weltmarkt, wurden 1930 der Verkaufs- und Fabrikbetrieb wieder auf den Standort Oberntorwall vereinigt.
Infolge des Tods Hermann Steinhaus im Februar 1933 wurde Theophil Mann jun. alleiniger Inhaber der Pianofabrik. Trotz Auflösung der Gesellschaft, bestand der Name Th. Mann & Co. als Firmenkennzeichnung weiter fort.

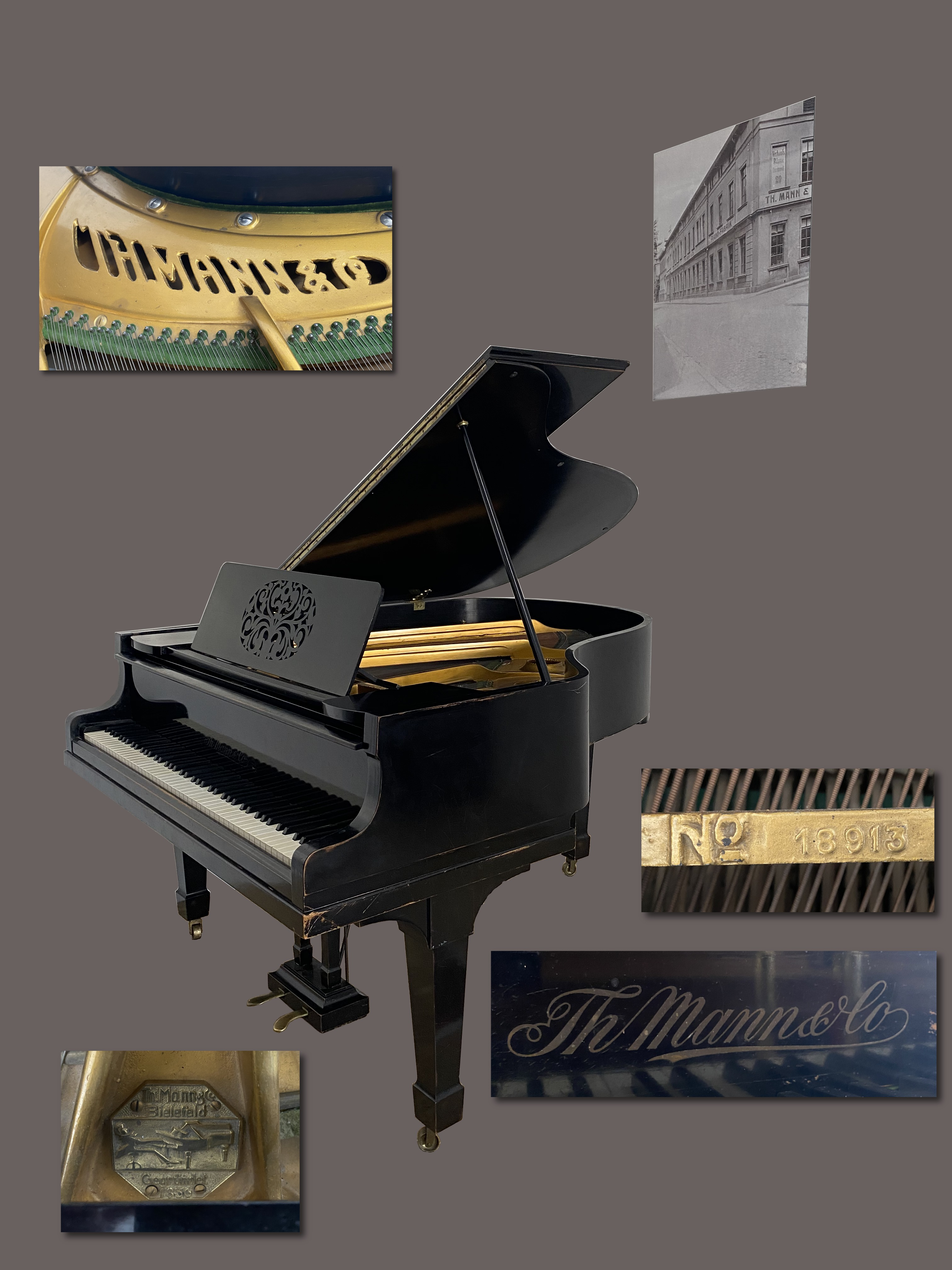
Salon-Flügel von Th. Mann & Co. mit der Seriennummer 18913, hergestellt 1930.

### Privatleben und Familie
Theophil Mann jr. und Helene Minna Nacken heirateten am 7. Oktober 1898 in Halle, Saale.
Das Ehepaar Mann hatte drei Kinder: Ruth, Hans-Theo und Gerhard.
Hans Theo Mann wurde am 6. Dezember 1899 als erstes Kind von Theophil Mann jr. und Helene Mann geboren. Hans machte eine Ausbildung zum Pianotechniker und emigrierte am 19. Dezember 1923 in die USA, wo er in New York auf dem Schiff Westfalia von Hamburg kommend ankam. Am 2. September 1924 heiratete er Francesca "Fanny" Schiff (* 29. Juli 1900 in Durlach, Deutschland; † 31. März 1998, Pasadena USA). Ihr gemeinsamer Sohn Theodor Gerhard Mann kam am 25. Februar 1927 in Chicago zur Welt. Hans Theo Mann bekam in 1930 die US-Bürgerschaft zugesprochen und änderte seinen Namen in Theodore Horace Mann. In den USA arbeitete er vornehmlich als Radiotechniker und reichte in den 1950er Jahren zahlreiche Patente ein, die er teilweise mit Rudolf Rosenberger entwarf. Hans Theo starb am 5. August 1971 in Los Angeles.

Gerhard Mann (* 24. Juni 1902) war um 1928 im Familienbetrieb tätig und trat am 2. November 1931 als persönlich haftender Gesellschafter in die Firma F. Bade & Co. ein (Gesellschaftsregister-Nr. 2260). Bereits am 4. November 1931 ist er alleiniger Inhaber dieser Firma. Aufgrund seines Verzugs nach Brasilien wurde am 25. Mai 1934 die Löschung der Firma von Amts wegen beschlossen und im Anschluss an die Einspruchsfrist am 5. Oktober 1934 vollzogen. Als F. Bade & Co. Limitadas hatte diese Firma in den 1920ern die Vertretung für Mann Klaviere in Santos, Brasilien.

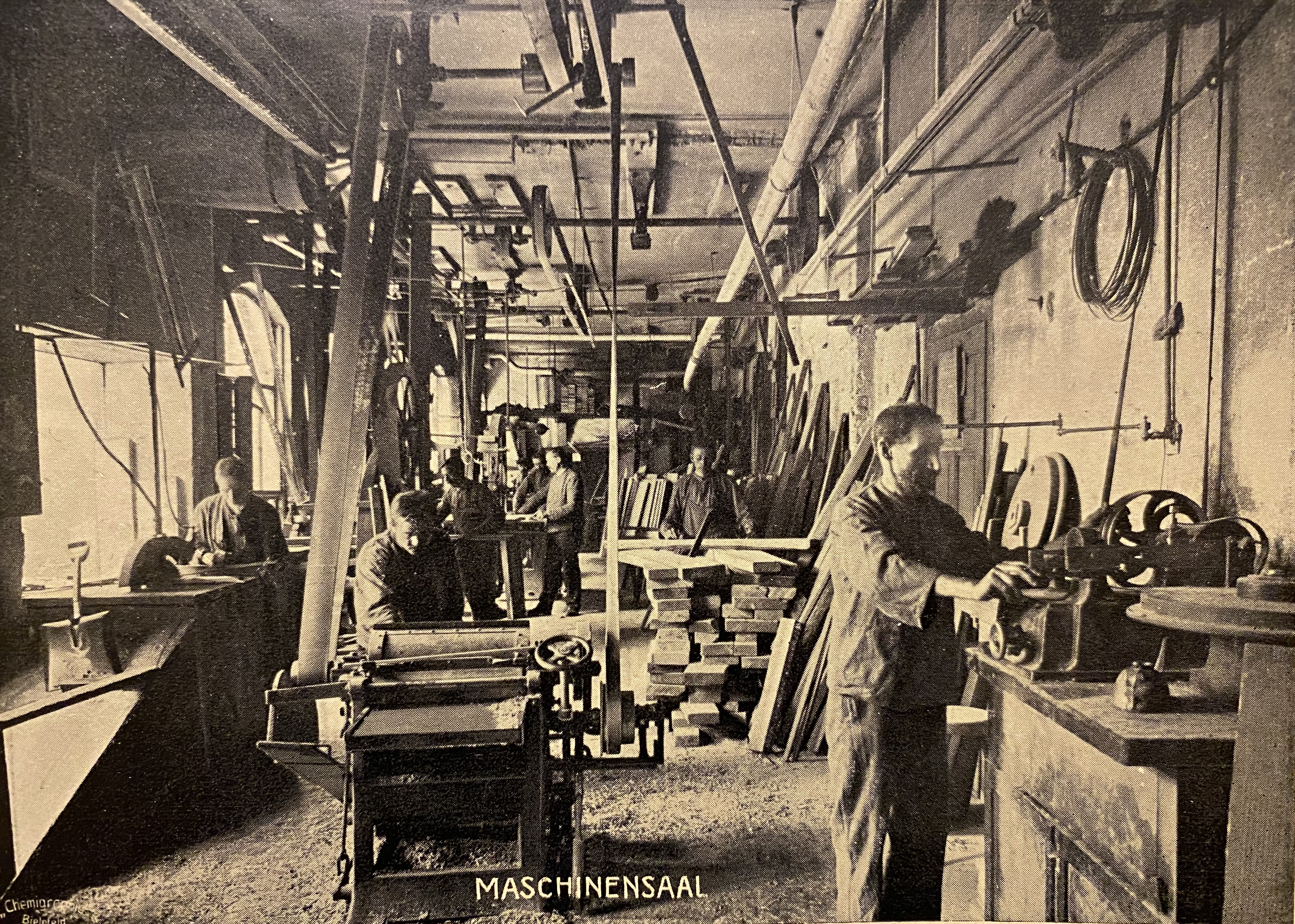
Maschinenraum
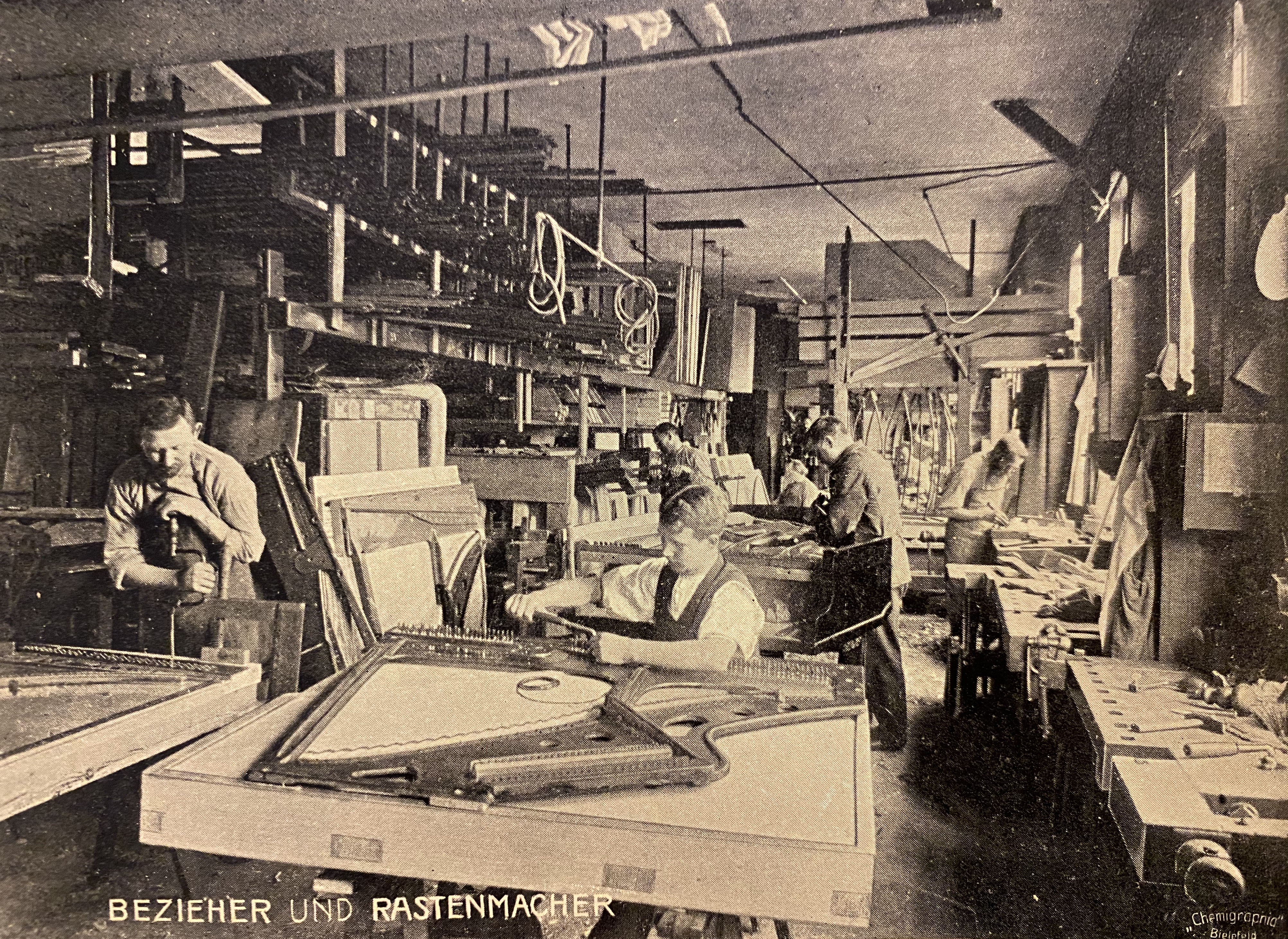
Bezieher und Rastenmacher
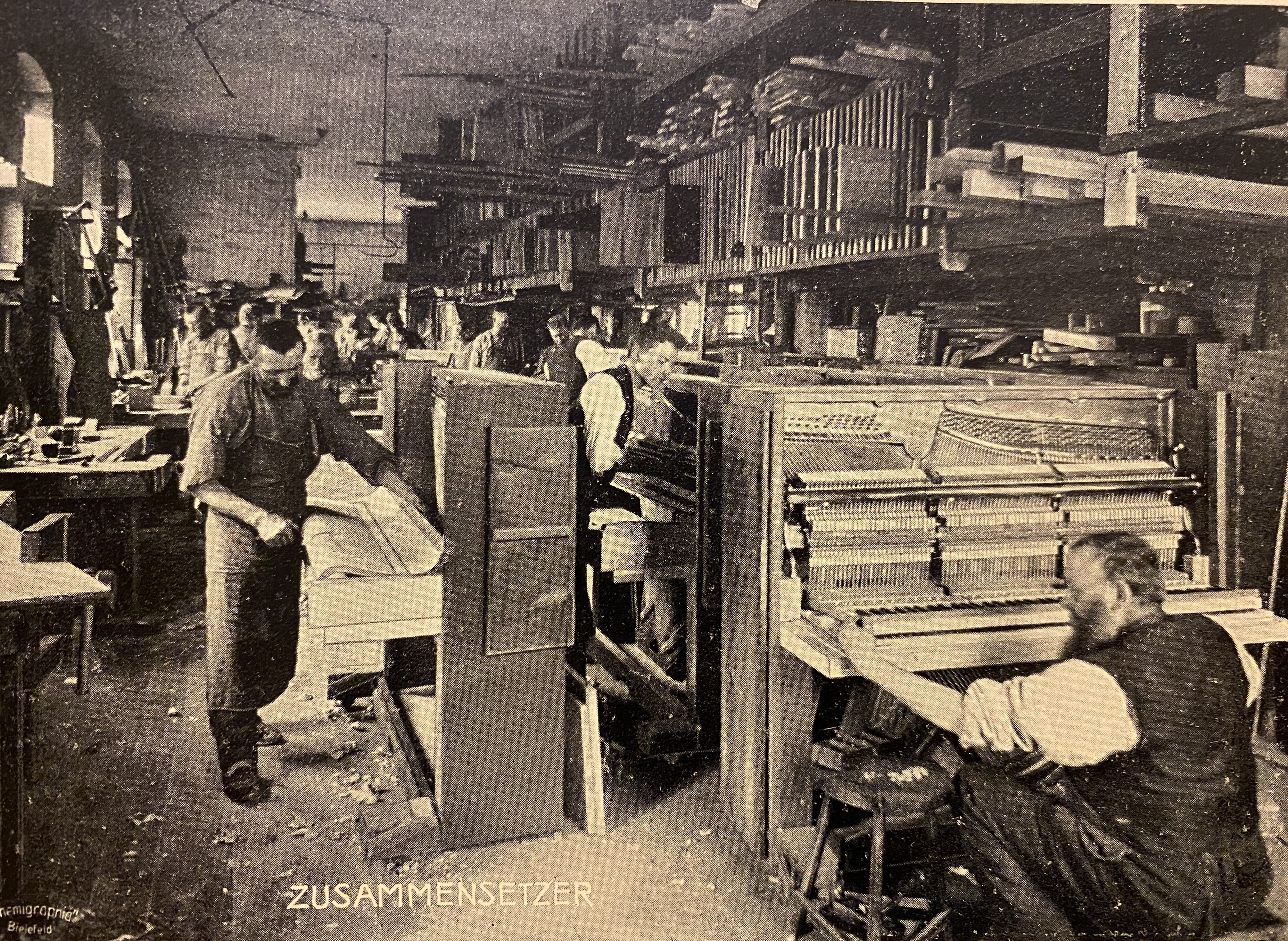
Zusammensetzer
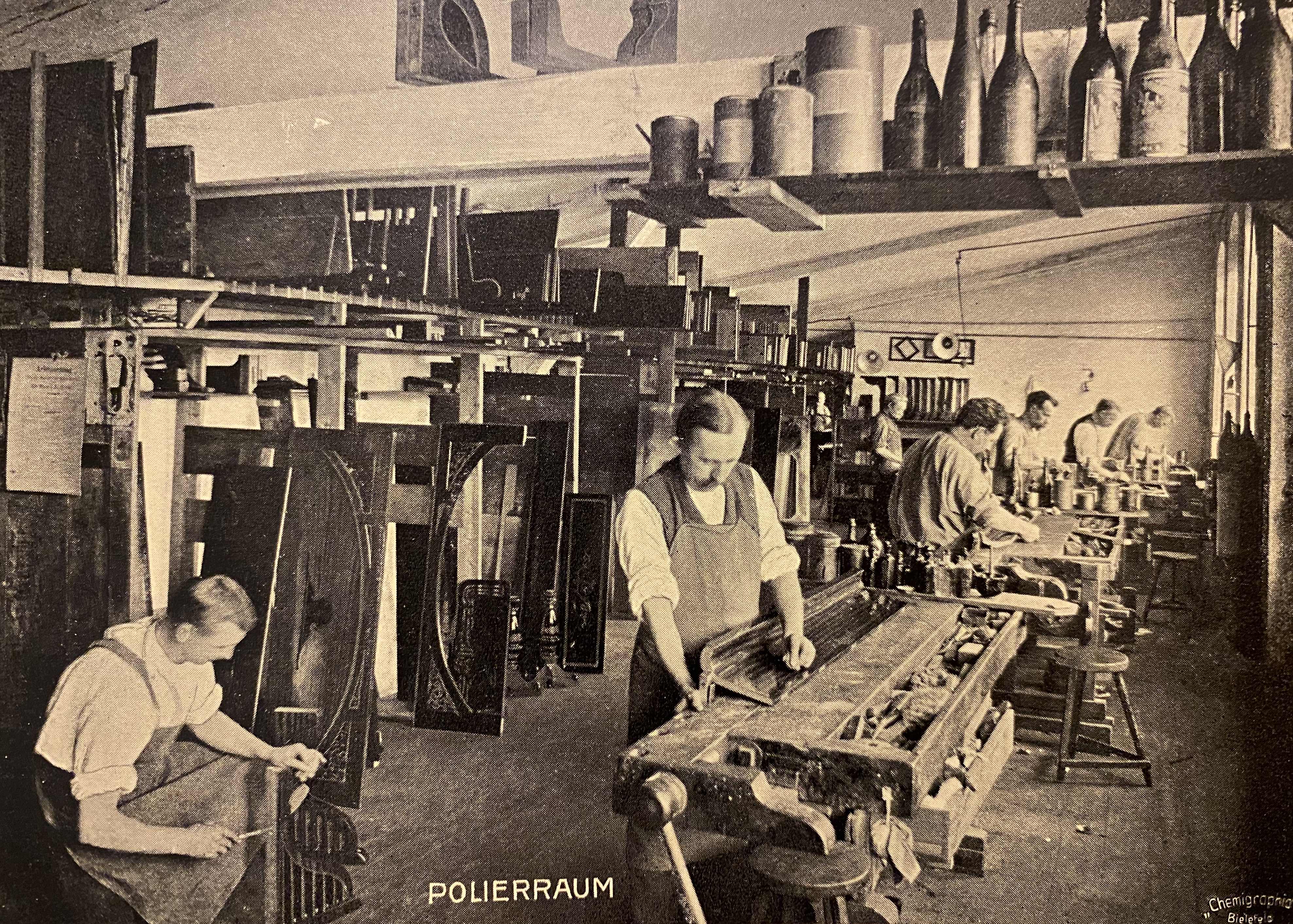
Polierraum
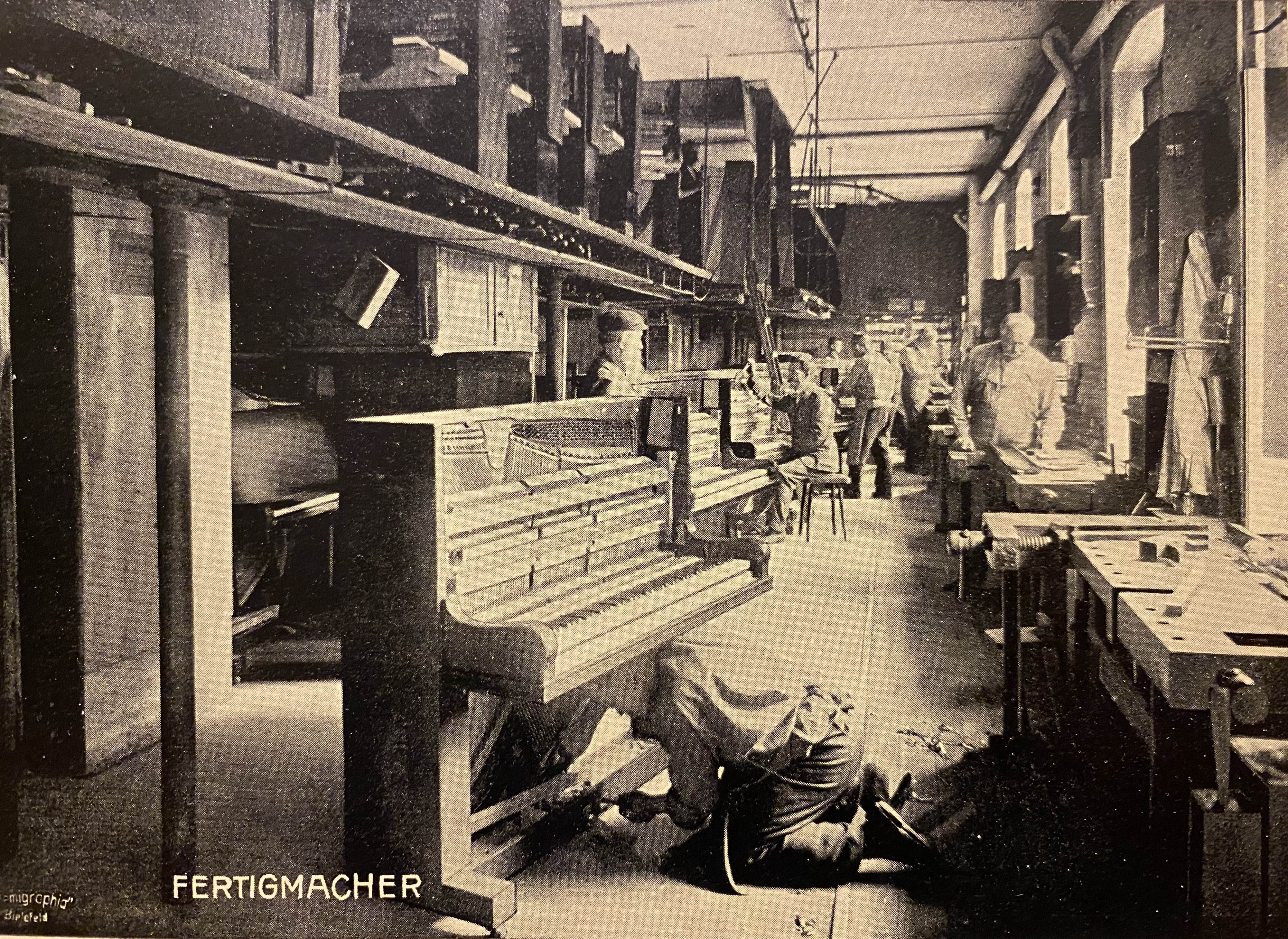
Fertigmacher

## Helene Mann
(geb. Helene Minna Nacken, * 7. Oktober 1878 in Barmen; † 4. November 1939 in Bielefeld)

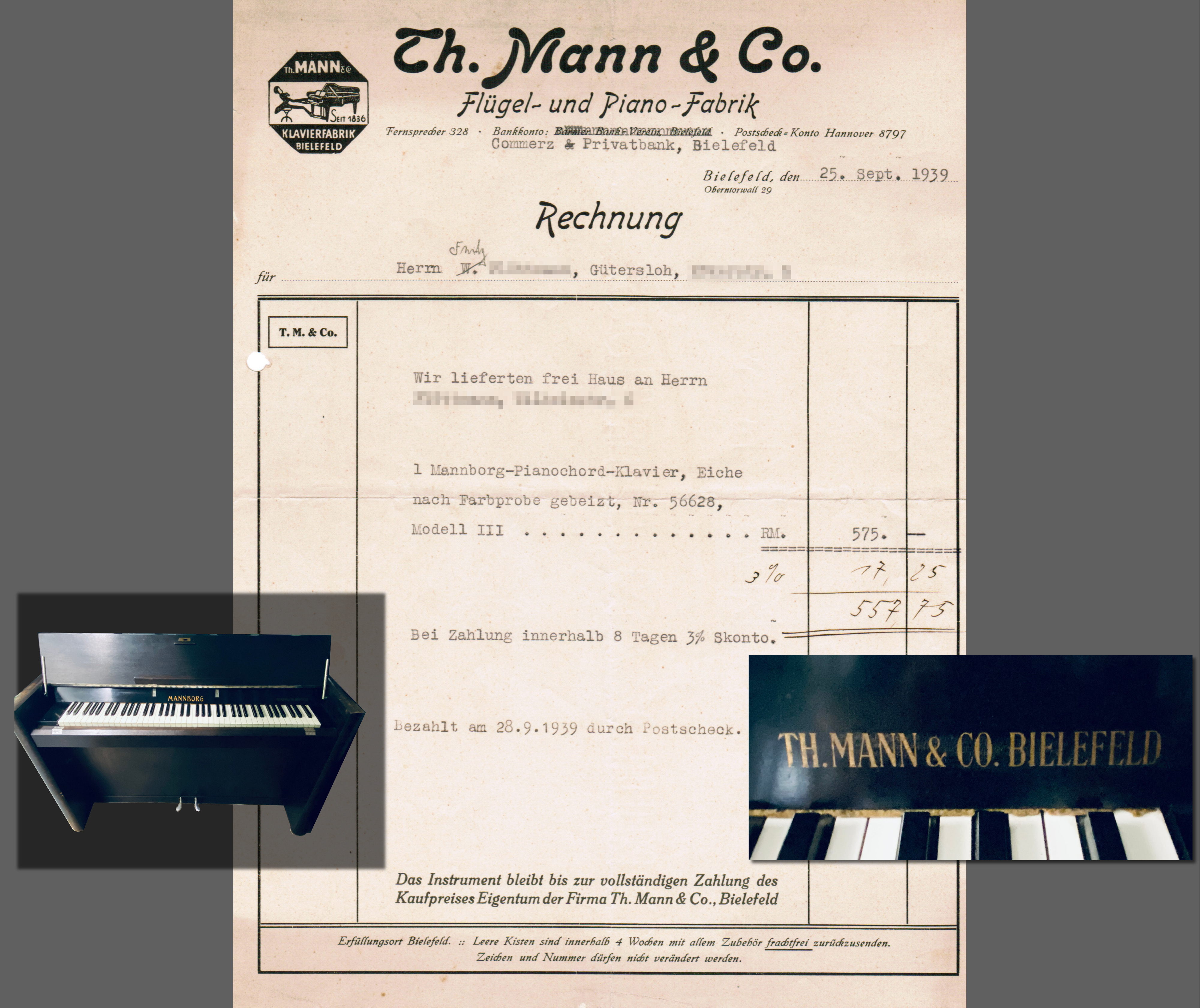
Rechnung von Th. Mann & Co. für ein Mannborg Pianochord von 1939.

Helene Mann war Tochter des Pfarrers Johann Friedrich Nacken und seiner Ehefrau Margarethe Luise Katharina Nacken, geborene Vogt.
Nach dem Tod Theophil Mann jr. setzte seine Frau die Geschäfte fort.
Das 100-jährige Bestehen wurde 1936 mit einem umfangreichen Festprogramm begangen. Im geschmückten Musiksaal wurde die Feierstunde durch Pastor Kuhlo eingeleitet. Unter den Gästen befanden sich Oberbürgermeister Fritz Budde, Landrat August Beckhaus und Musikdirektor Werner Gößling. Weiterhin nennt ein zeitgenössischer Zeitungsartikel auch NS Kreisleiter Friedrich Himmerich und Kreiskulturwart der NSDAP in Bielefeld Karl Wilke. Albert Bayha, Gertrud Bayha-Schneider und Martha Schneider inszenierten Johannes Brahms Preisliedsonate, sowie Robert Schumanns "Frauen Liebe und Leben", und Otto Keller aus Konstanz brachte seine "Variationen über ein eigenes Thema für Violine und Klavier" dar. Besonders geehrt wurden die Mitarbeiter Karl Diestelkamp, Heinrich Mergelkuhl und Gustav Haukötter für ihre langjährige Tätigkeit in der Firma.

## Ruth Rosenberger, geb. Mann
(* 1. Okt. 1910 in Bielefeld; † )
Nach dem Tod Helene Manns fiel die unter Nr. 2723 im Register geführte Firma am 15. Juni 1940 durch Erbgang auf ihre Tochter Ruth Rosenberger, geb. Mann. Deren Ehemann Rudolf Rosenberger wurde Prokura erteilt. Rudolf Rosenberger war der Sohn von Max Rosenberger, Gründer der Elektrischen Lichtpausanstalt M. Rosenberger, heute Rosenberger GmbH & Co. KG. und übernahm 1938 den Firmenbetrieb.

## Max Karl Hermann Porth
(* 12. April 1886 in Müllrose, Kreis Lebus; † 19. Dezember 1942 in Berlin-Charlottenburg)
Am 26. Februar 1942 übernahm der Berliner Kaufmann und Klavierhändler Max Porth die Fabrik. Damit erlosch die Prokura Rudolf Rosenberger. Spätestens zu diesem Zeitpunkt war noch ein Geschäftsbetrieb im Gange.

Max Porth war mit Marie Anna Porth, geborene Thäle (* 7. Oktober 1886 in Jessen, Kreis Schweinitz; † 12. Februar 1933 in Berlin-Charlottenburg) verheiratet und hatte einen Sohn, Günter Porth, der ebenfalls Klavierhändler war.

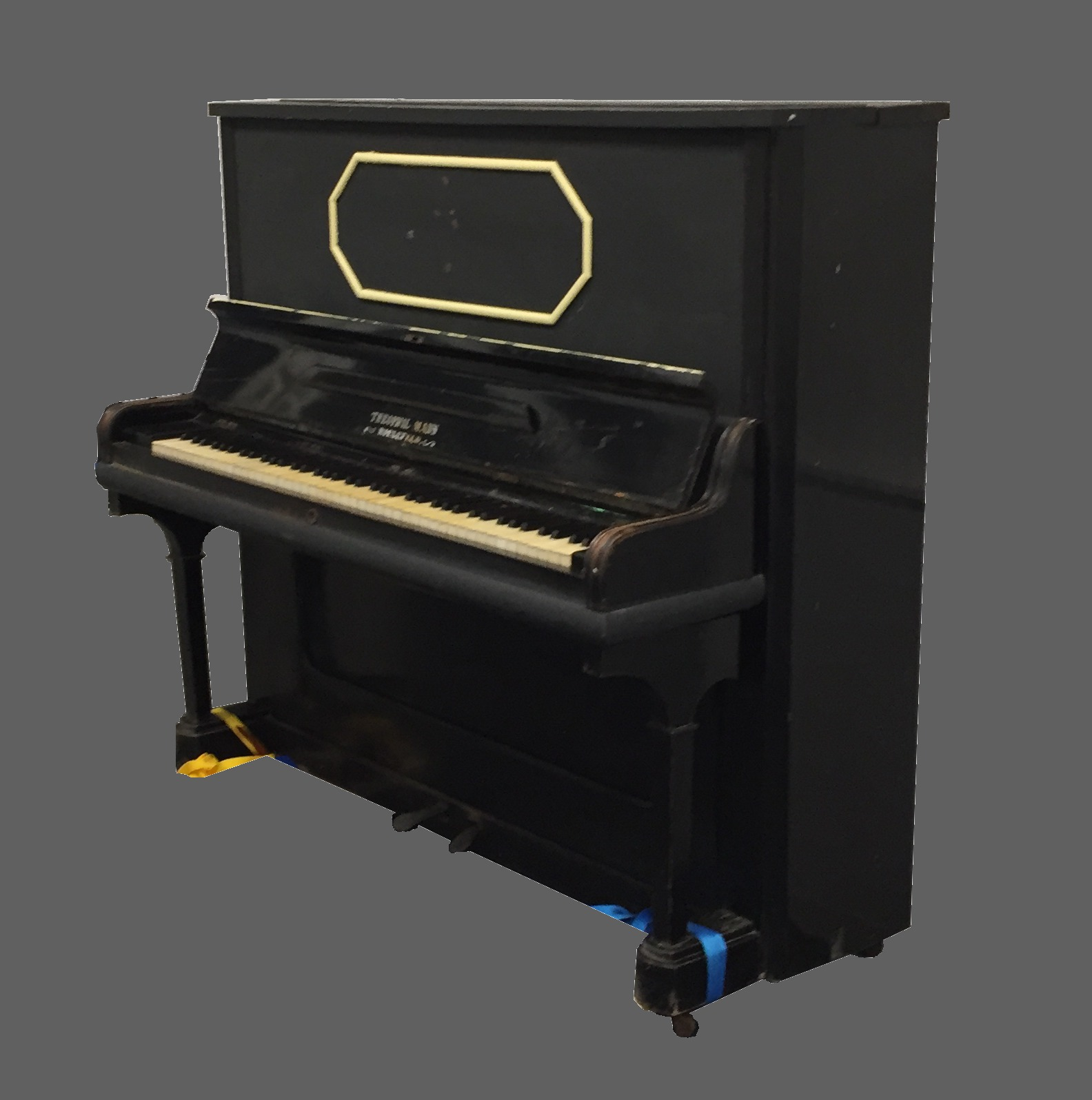
Theophil Mann Klavier mit der Seriennummer 605 aus der Zeit vor 1874.
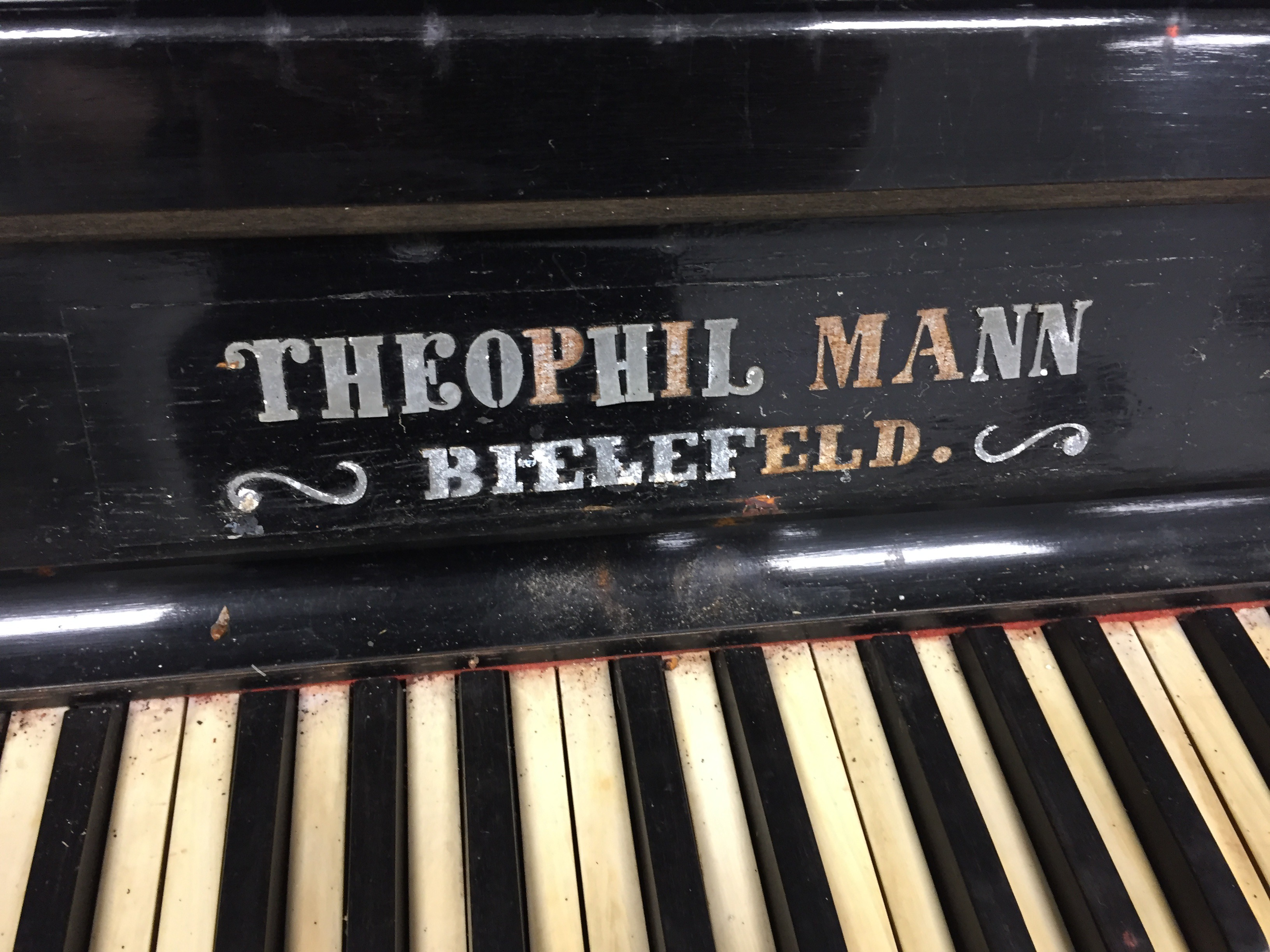
Schriftzug auf dem Klavier mit der Seriennummer 605.
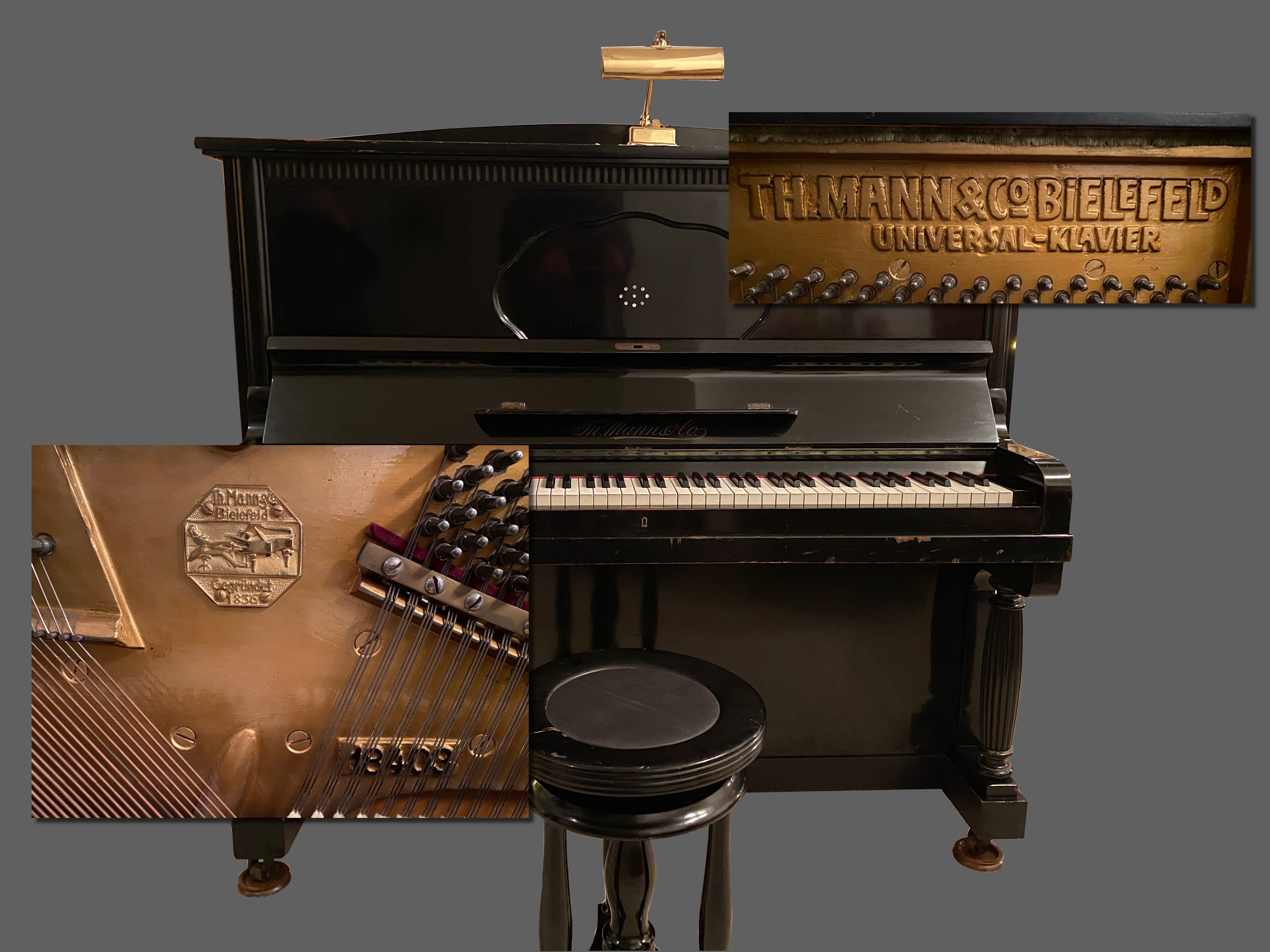
Sogenanntes Universalklavier, Th. Mann & Co., um 1925.
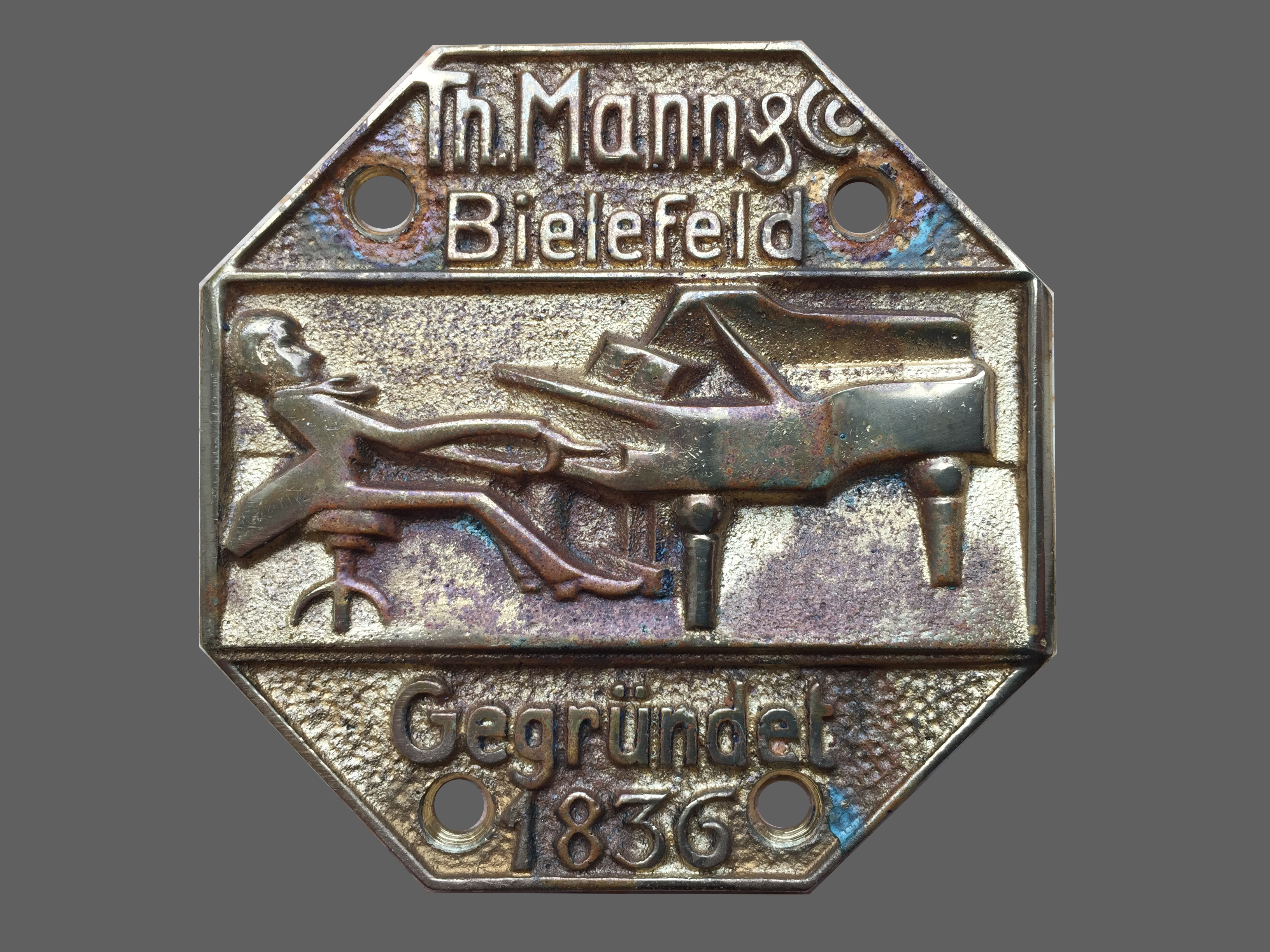
Firmenemblem auf dem Klavier mit der Seriennummer 18532.
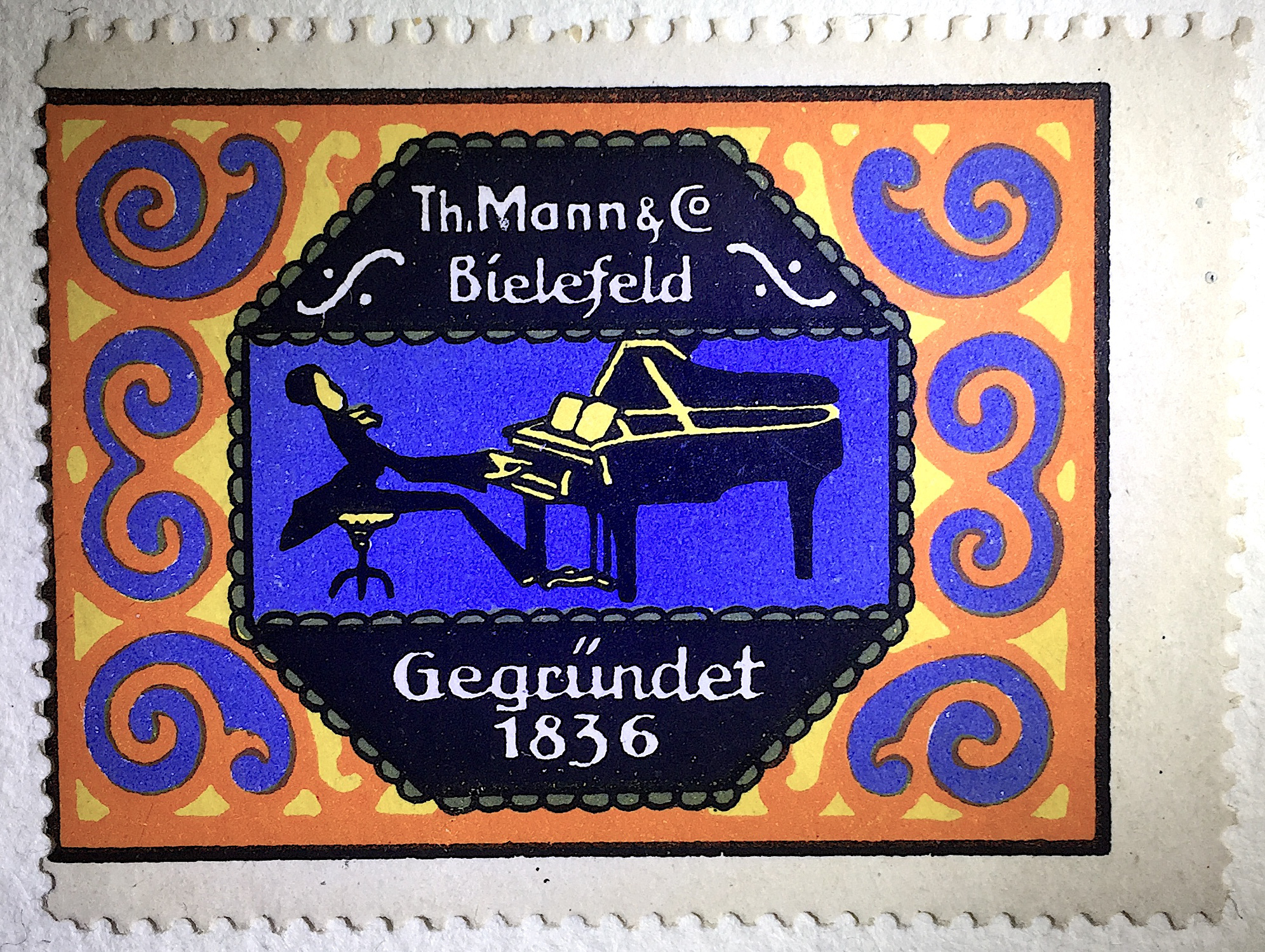
Werbemarke
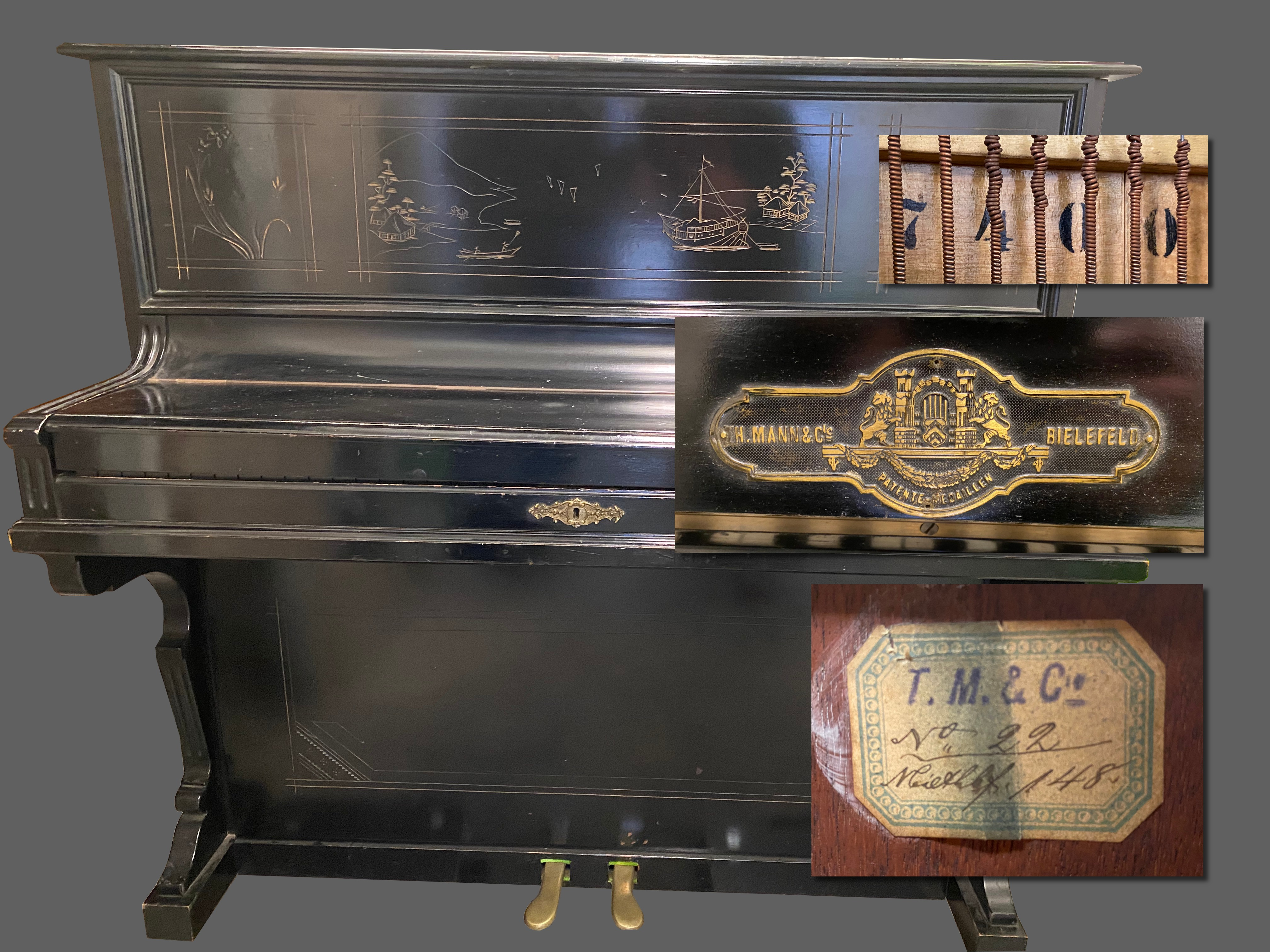
1 Meter hohes und 5-Oktaviges Th. Mann Klavier mit der Seriennummer 7400 von etwa 1892.

## Produktionsende und Verbleib der Fabrik
Über den konkreten Abbruch der Produktion ist nichts bekannt. Die höchste, in der Literatur verzeichnete Produktionsnummer ist für das Jahr 1938 mit 20000 angegeben. Als Jahr des Produktionsstopps werden 1938 und 1939 genannt.
Die Fabrikgebäude fielen mutmaßlich den Bombardierungen im Zweiten Weltkrieg zum Opfer, bei denen weite Teile der Bielefelder Innenstadt zerstört wurden. Luftaufnahmen der 1950er Jahre zeigen am Standort des Stammhauses eine Baulücke. Weiterhin wird das Objekt Oberntorwall 29 für die Nachkriegszeit als total zerstört gelistet.
Zugleich listet das Bielefelder Telefonbuch von 1950 die Pianofabrik Th. Mann & Co., neben M. Rosenberger & Co., Lichtpaus und Reproduktionsanstalt am Standort Obernthorwall 30 (Eigentum der Marie Schwarze). Unter dieser Adresse war die Firma im Gewerberegister der Stadt Bielefeld noch bis zum 18. November 1954 gemeldet.

## Fabrikansichten

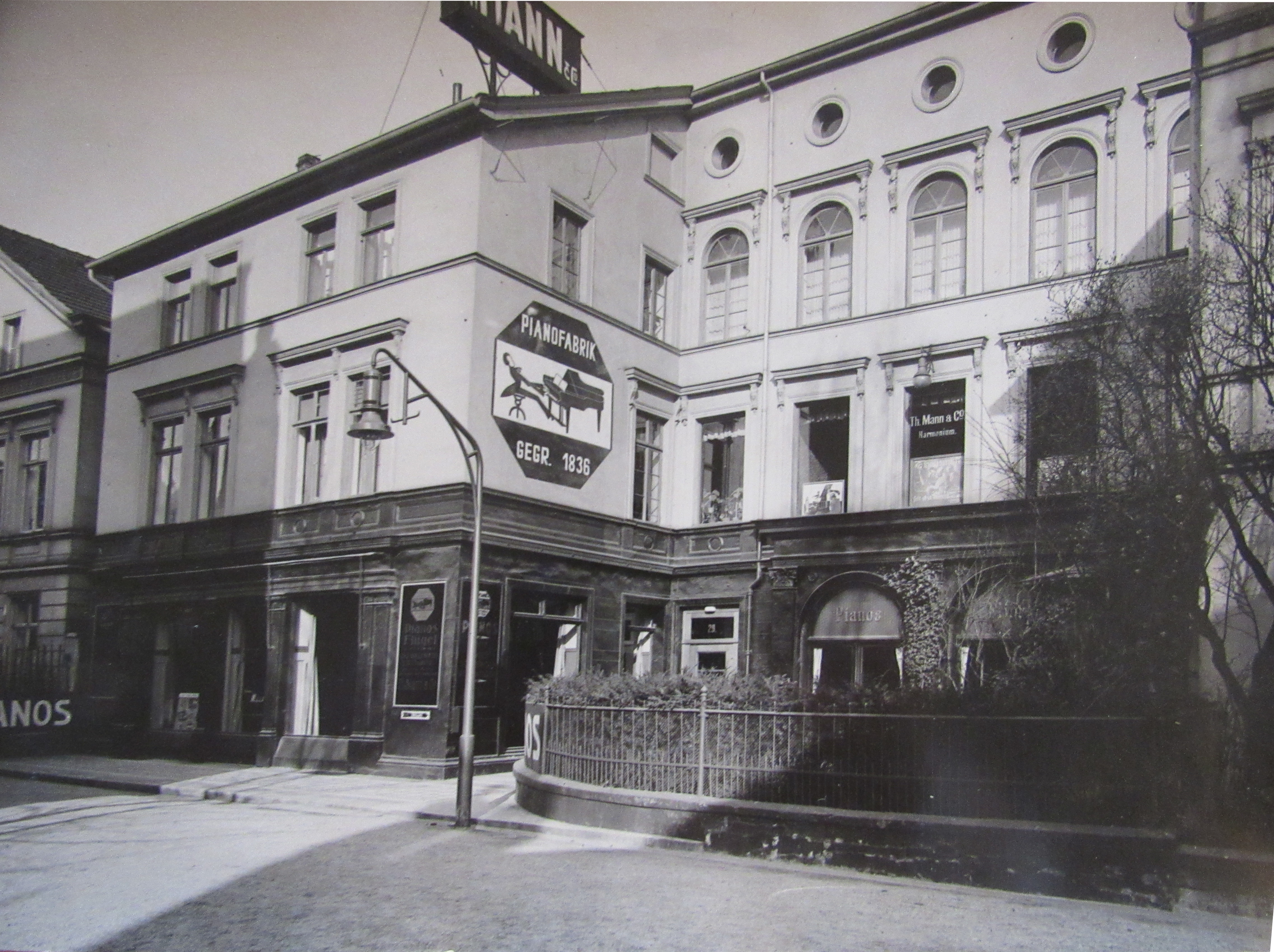
Haupthaus am Oberntorwall 29.
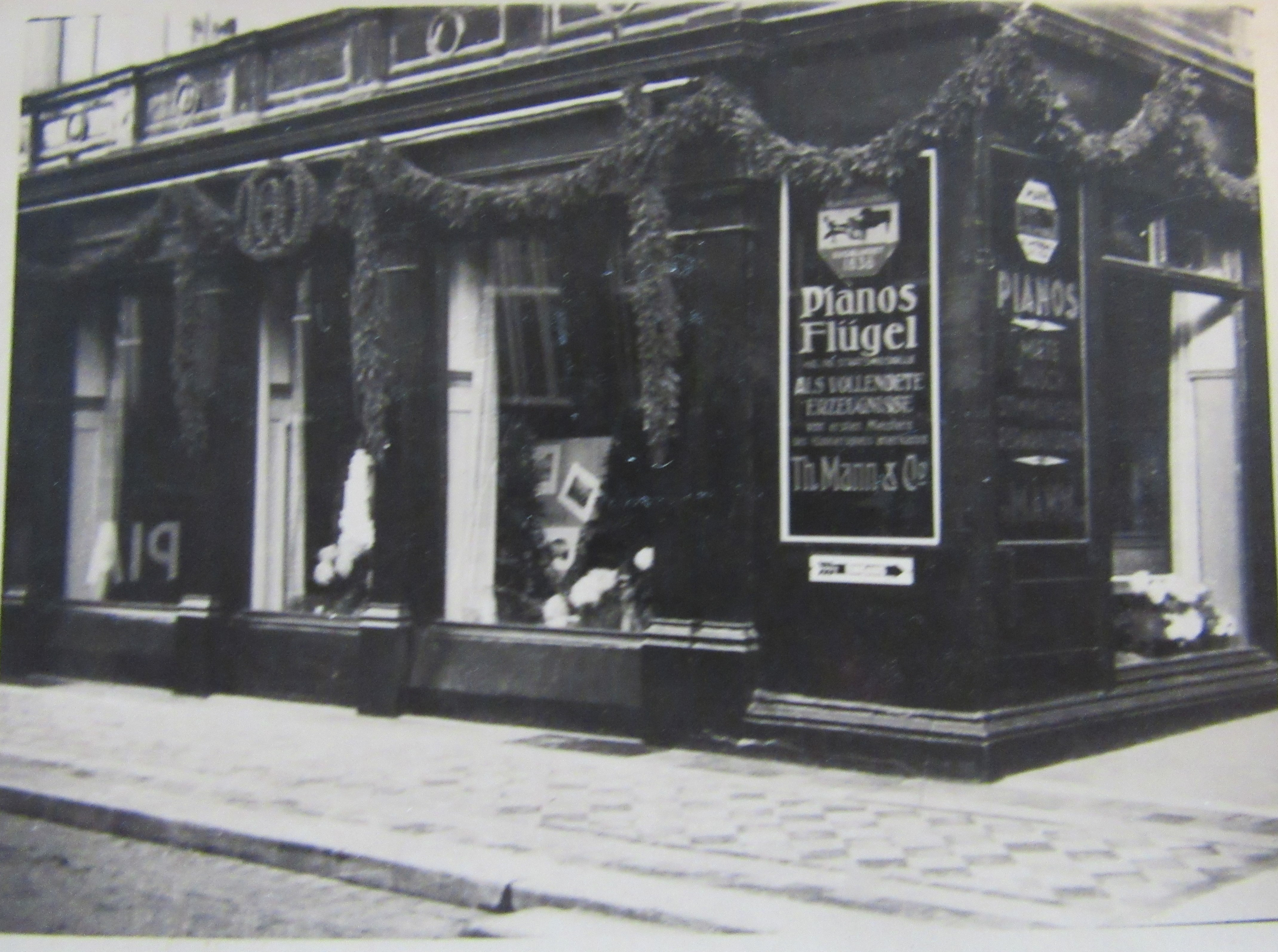
Dekoriertes Ladengeschäft am Oberntorwall 29, Okt. 1936.
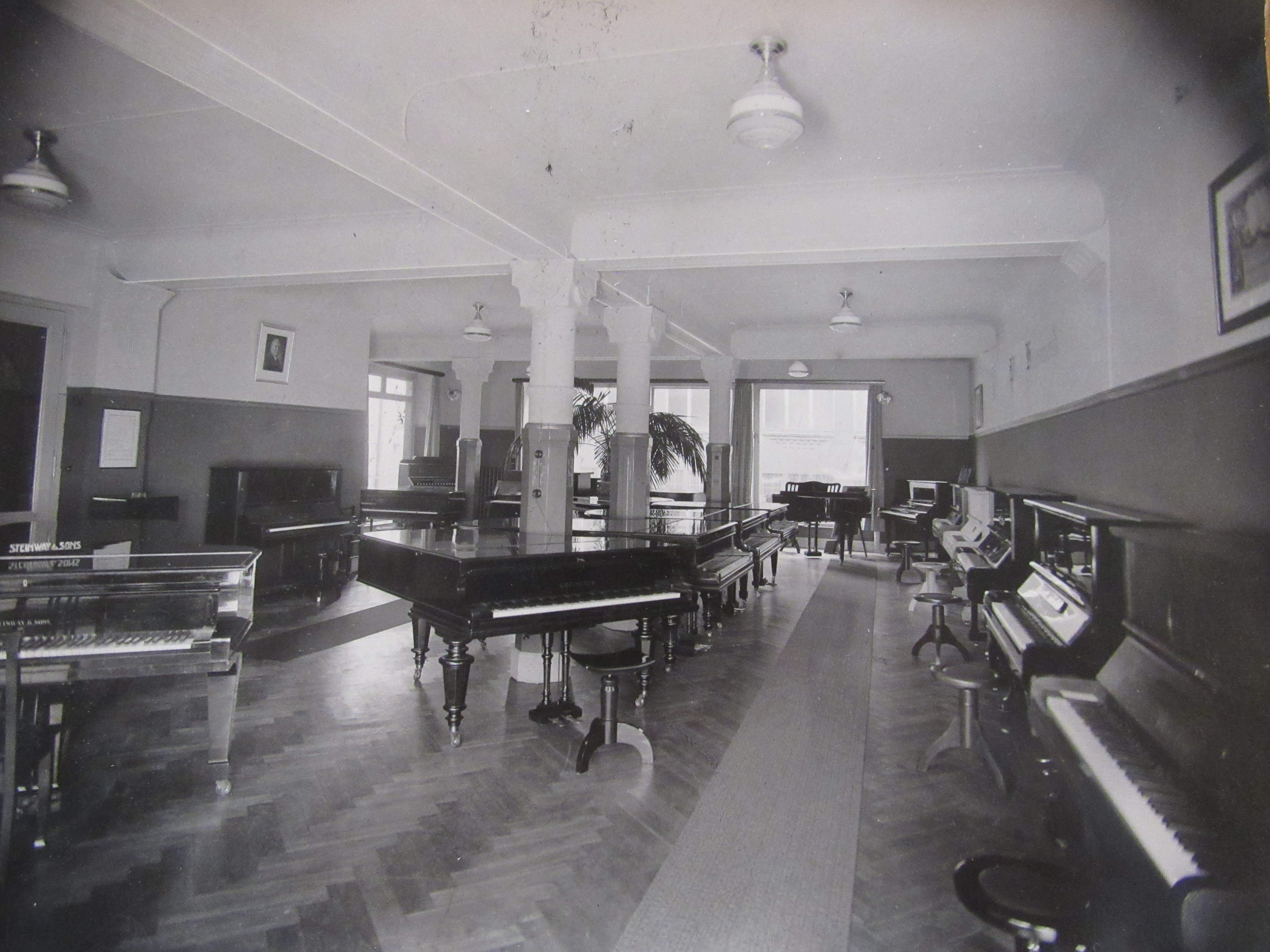
Sogenannter Musiksaal im Haupthaus, Oberntorwall 29.
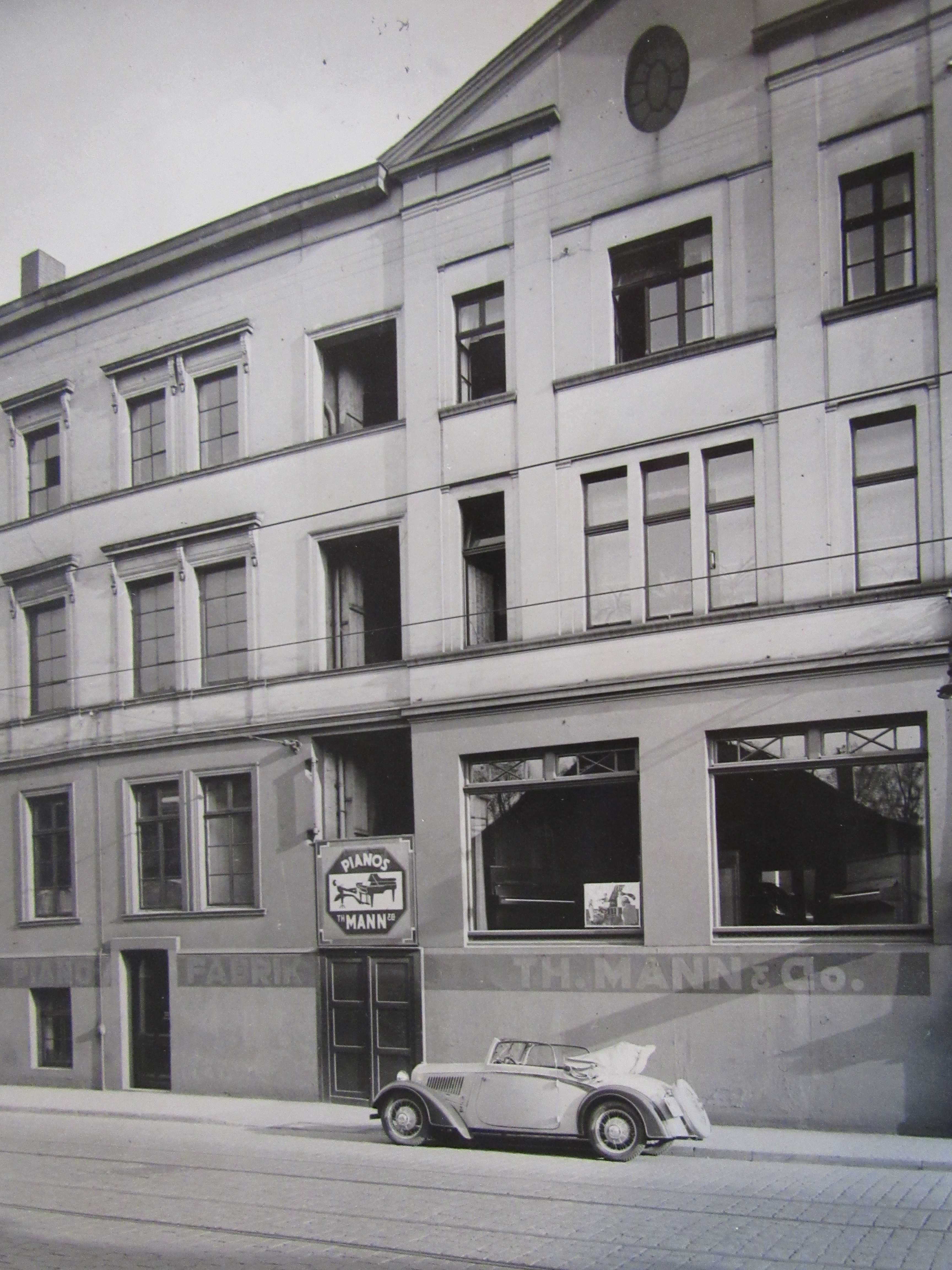
Haupthaus von Th. Mann & Co., Ansicht von der Oberwallstraße (zeitweise Grabenstraße oder Hindenburgstraße)
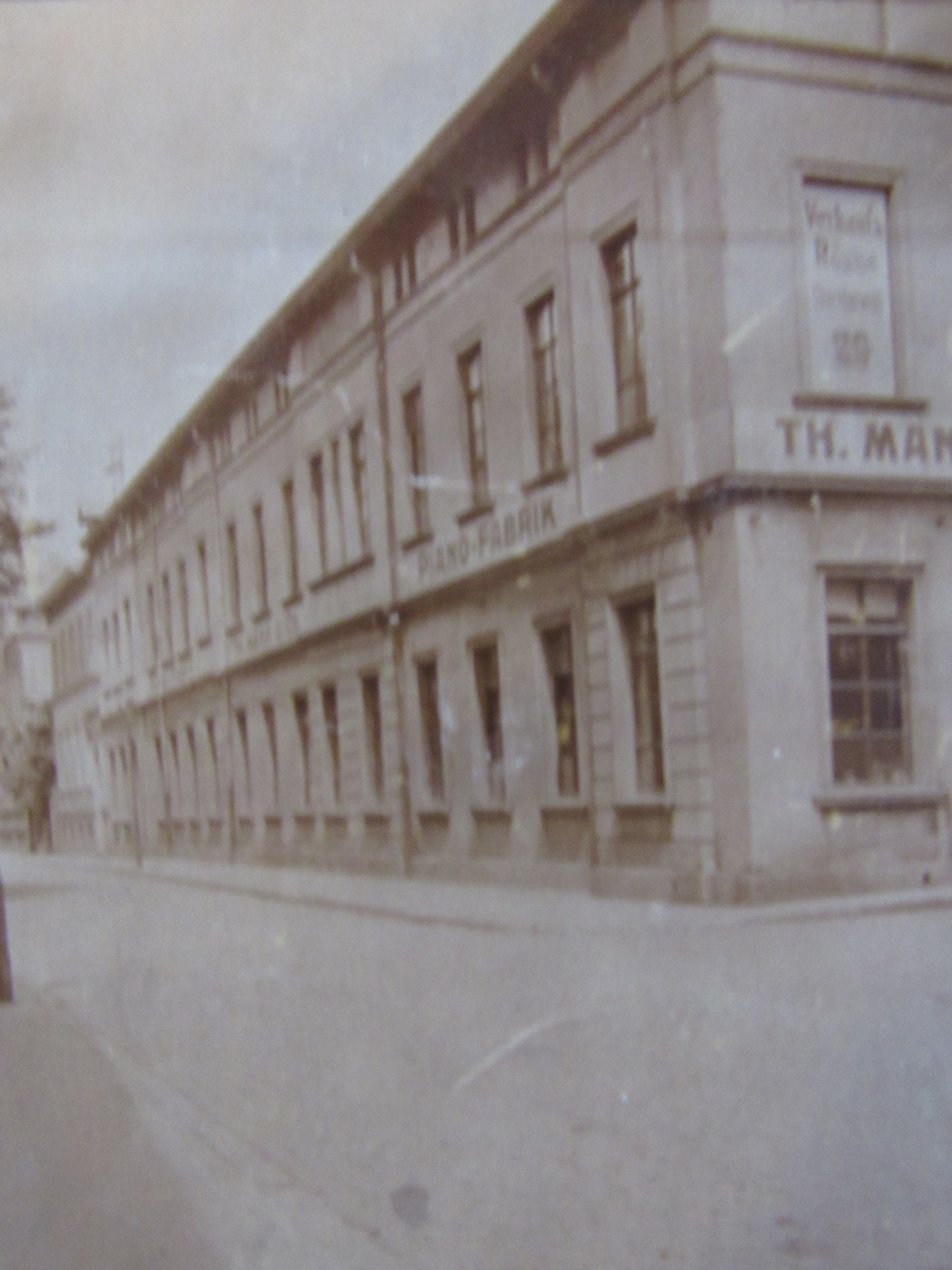
Fabrikgebäude in der Friedenstraße
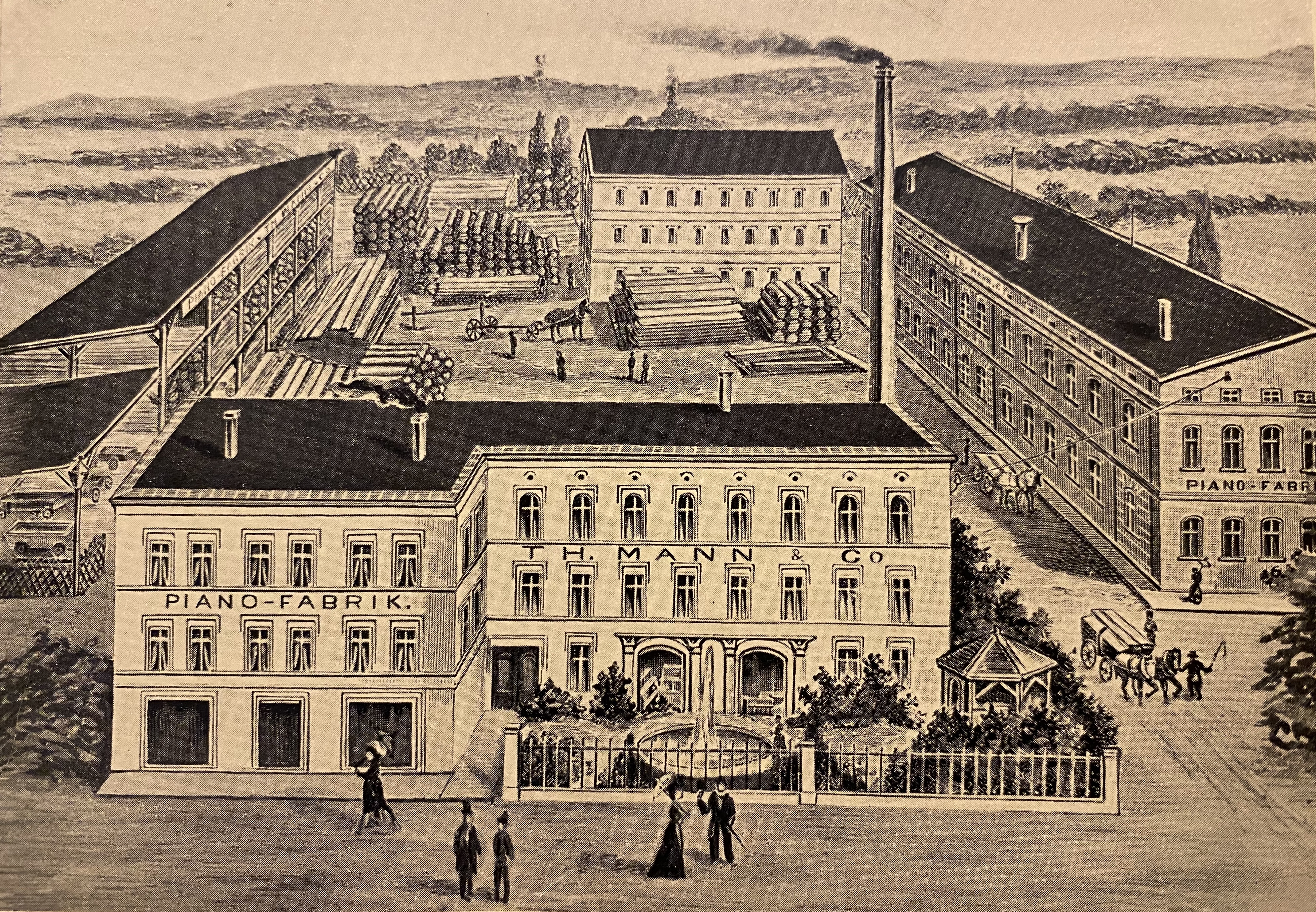
Fabrikansicht aus einem Katalog von 1911.
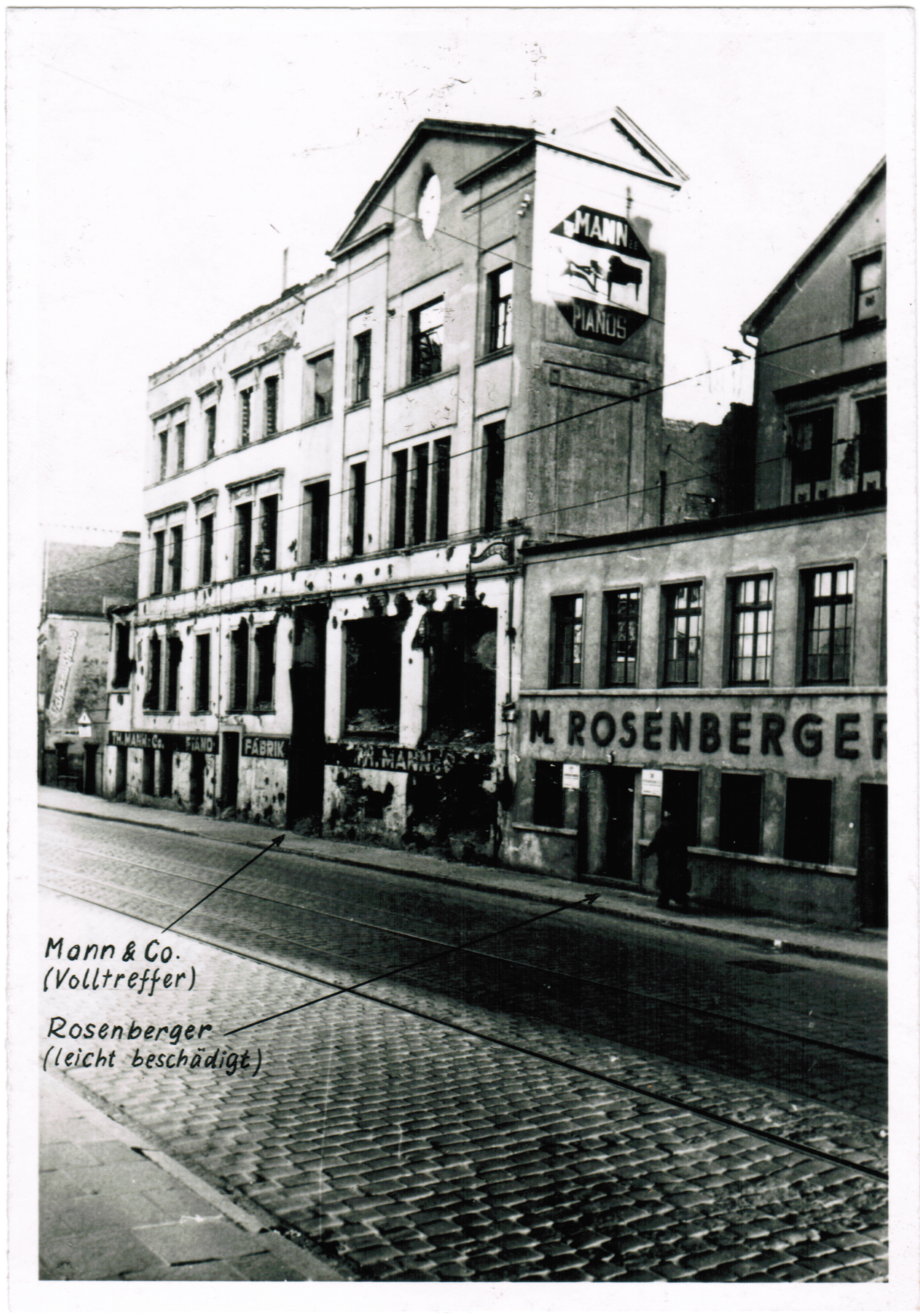
Ruine des Haupthauses, Blick von der Oberwallstraße, 1949.
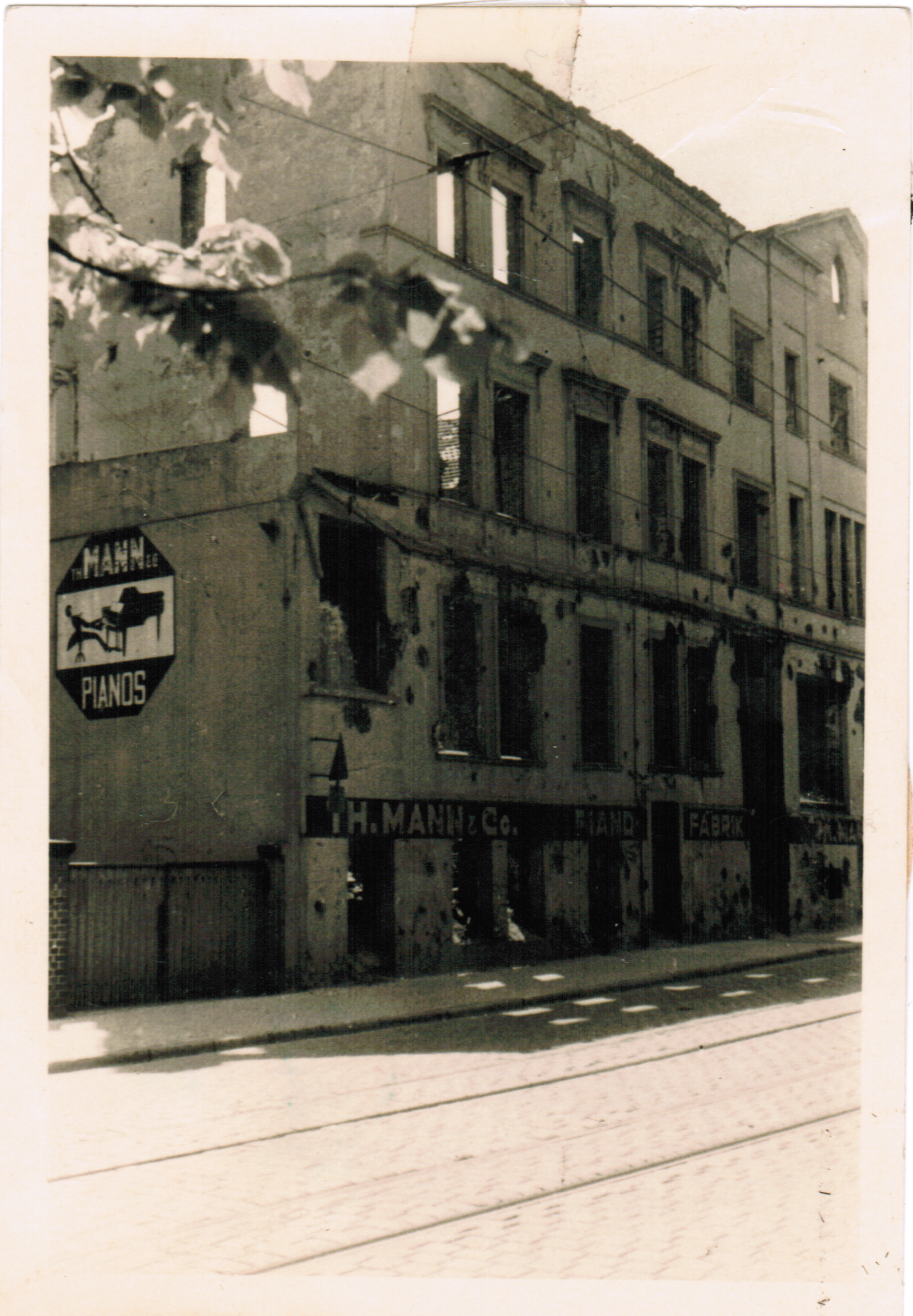
Ruine des Haupthauses, Blick von der Oberwallstraße, 1949.
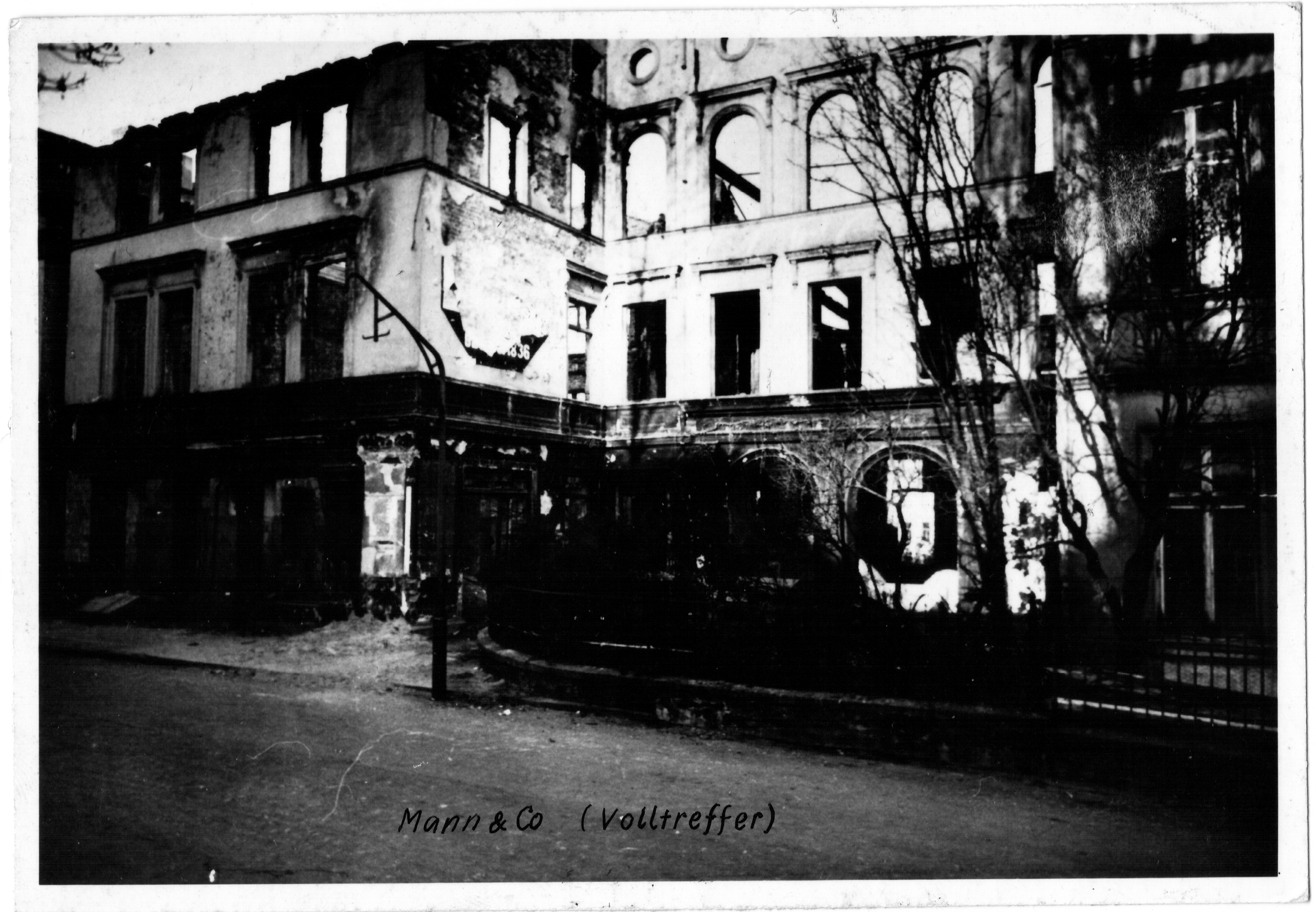
Ruine des Haupthauses, Blick vom Oberntorwall, 1949.
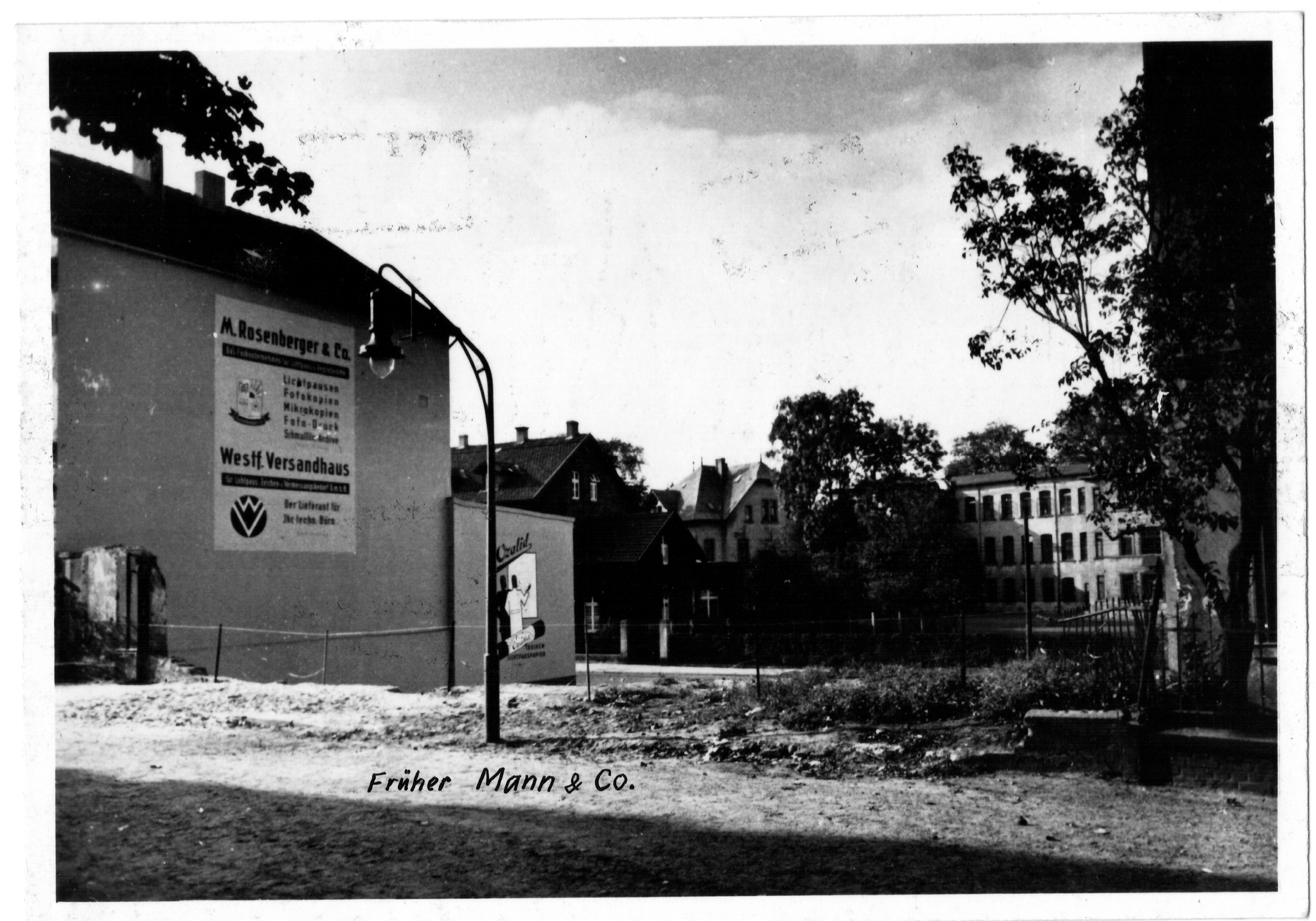
Blick auf die Baulücke nach Abbruch der Ruine, Blick vom Oberntorwall, 1950.

## Patente, Gebrauchsmuster und besondere Bauformen

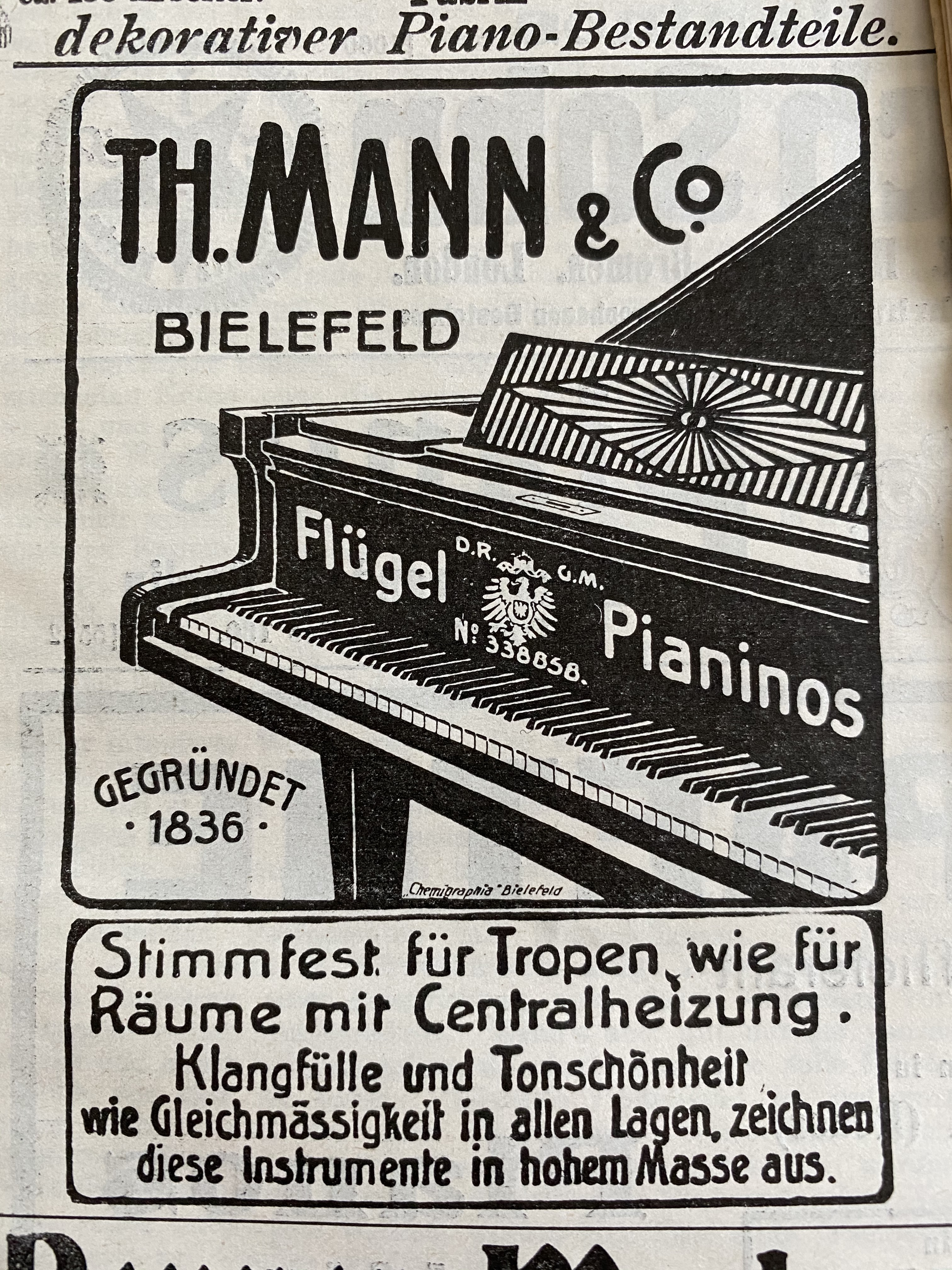
Anzeige in der Zeitschrift für Instrumentenbau vom 21. März 1911

- 1874: „Eigenthümliche Anordnung an Pianos und Flügeln“[121]
- 1874, 10. April: „Verbesserung im Bau der Flügel und Pianinos zur Verbesserung der Stimmfestigkeit.“[122]
- 1879, 7. August, Musterregister Nr. 11: „eine Zeichnung einer mit Backen und Lisenen versehenen PianoConsole, Muster für plastische Erzeugnisse, Schutzfrist 3 Jahre.“[123]
- 1884, 21. Februar: „Einrichtung zum Reinstimmen von allen Arten Klavieren.“ (Patent Anmeldung, M 2881).[124]
- Vor Nov. 1884: Mann & Co‘s Capo d‘Astro.[125]
- 1885, 26. Juli, 35688: „Saitenbefestigung für Pianinos und dergl.; Erfindung der Freilegung des Resonanzbodens, wodurch die Platte im Diskant weit vom Stege abliegt, die Saiten aber die richtige Entfernung vom Stege durch einen schmalen Saitenhakter festgehalten werden. hierdurch wird eine Fläche des Resonanzbodens von der Eisenplatte befreit, welche für die Tonentwicklung von grosser Bedeutung ist. — Der sogenannte stumme Zug wird als Decrescendozug ebenfalls von obiger Dirma angewandt mit der Neuerung, dass derselbe vermittelst eines Kniedrückers (wie bei amer. Orgeln) vorgeschoben wird. Man kann also, da der Kniedrücker auf jeder Stelle sich festhält, durch eine Kniebewegung ohne Unterbrechung des Spiels Piano, Pianissimo dauernd haben und auch das letztere vermittelst des bisherigen Pianozugs merklich abschwächen.“[126][127][128]
- 1886, 15. Februar, Zeichenregister Nr. 79: Fischlogo; für musikalische Instrumente und deren Verpackung.[129] Das Zeichen wurde am 18. Dezember 1896 aus dem Register gelöscht.[130]
- Vor Sept. 1886: „Pressure bridge (with metal frame and tuning plate cast in one piece).“[131]
- 1891, 16. Dezember: Bielefeld. In unser Musterregister ist unter Nr. 207 eingetragen: / Col. 2) Firma Th. Mann & Co. In Bielefeld. Col. 3) 16. Dezember 1891, Morgens 10 Uhr 30 Minuten. Col. 4) Ein verschlossenes Packet, enthalten ein Modell zur Pianino-Console eingetragen Nr. 100 des Fabrikbuchs. Col. 5) Muster für plastische Erzeugnisse. Col. 6) Drei Jahre. Col. 8) Band V., Blatt 151. // Bielefeld, 17. Dezember 1891. / Kgl. Amtsgericht. Abth. I.[132]
- 1892, 3. Februar, 65871: „Resonanzboden mit eingelassenem Steg. Damit wollen sie die gleiche Klangfülle für alle Töne erzielen, daß er eine natürliche Knotenlinie für alle Töne bildet. Erreicht wird dies, indem man den Resonanzboden in der Steglinie in zwei ungleiche Hälften und diese so mit dem Steg in Verbindung bringt, daß sie gesonderte Resonanzböden bilden und so von dem ihnen gemeinsamen Steg gleichzeitig in Schwingungen versetzt werden, indes voneinander unabhängig.“[133][134][135]Harmonium von Th. Mann & Cie., entstanden zwischen 1874 und 1890.

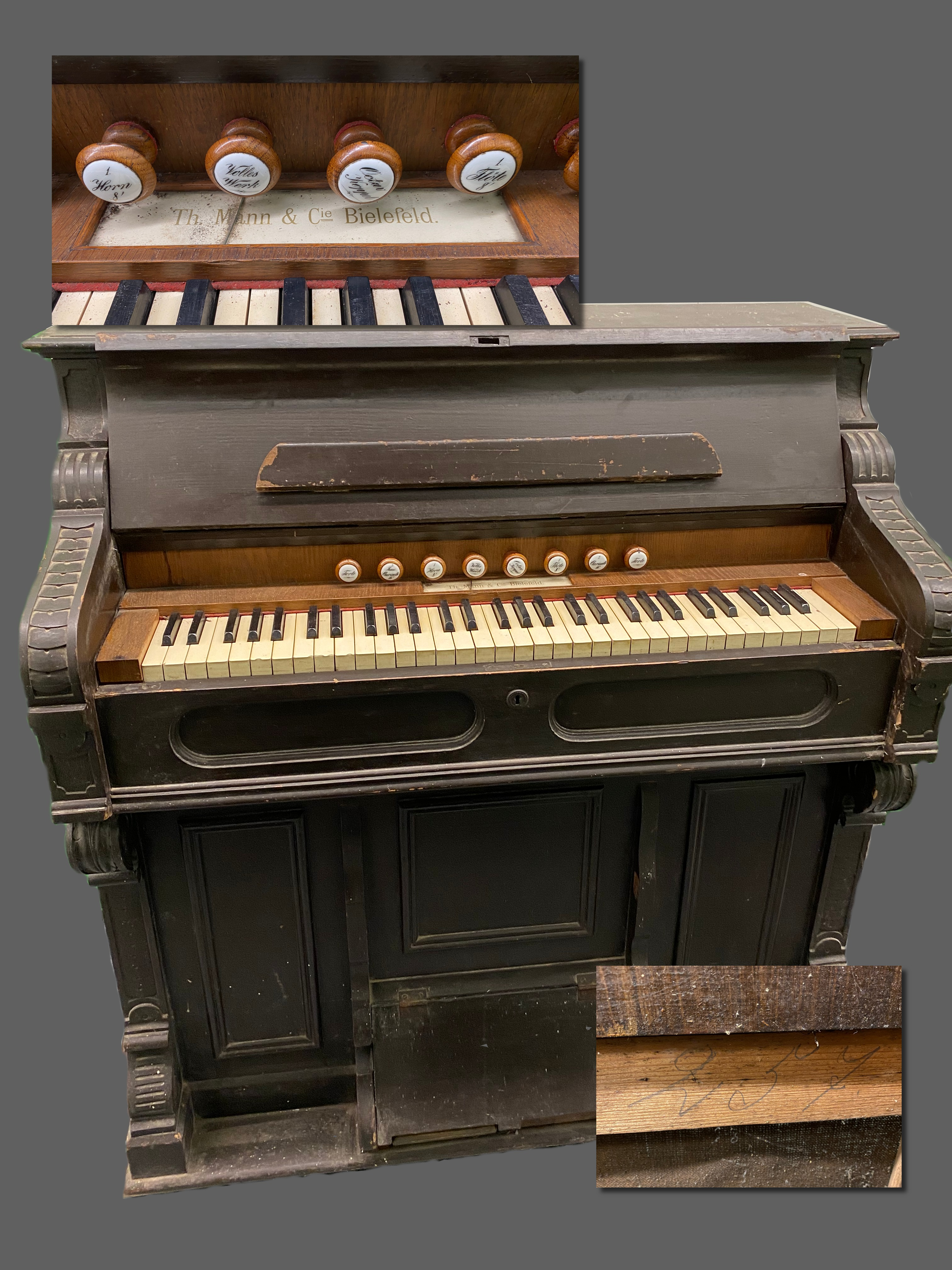
Harmonium von Th. Mann & Cie., entstanden zwischen 1874 und 1890.

- 1892, 7. April, 66166: Einrichtung zur Sammlung und Führung der Tonwellen bei Pianinos.[136] System Th. Mann & Co., Tonwellen-Sammler: „sollen Tonwellen gesammelt und geführt werden, indem sie unterhalb der Tasten eine Schale anordnen, und eventuell eine Kuppel nach abwärts anschließen, welche die von den unteren Schalenteilen ausgehenden Schwingungen auffangen und nach oben leiten muß. Kuppel und Schale könne auch als ein Ganzes hergestellt werden.“[137][138]
- 1892, 11. Juni, Gebrauchsmuster 6535: Kapselbefestigung bei Tasten-Instrumenten durch runde Metallstäbe bezw. Röhren und entsprechende Kapseln mit hohler Fläche. Theodor Mann in Bielefeld. - M. 422.[139]
- 1894, 4. März, Gebrauchsmuster 54561: An der Innenseite der Thür eines Kästchens bezw. Hohlraumes o. dgl. brehbar bezw. verschiebbar angebrachter Leuchter ec. für Pianos, Möbel ec. M 3845.[140]
- 1894, 12. August, 85080: Von der Anhängeplatte getrennt hergestellter Stimmstockpanzer.[141][142]
- 1896, 9. März, Gebrauchsmuster 54580: Piano mit zurückliegendem Oberrahmen.[143]
- 1902, 20. März, 136860: Klaviatur für Flügel und Pianinos, M 21268.[144][145]
- 1904, 19. März, Gebrauchsmuster 222497: Stimmstock für Flügel, mit den Stimmnägeln folgendem äußeren Umriss.[146]
- 1913, 11. April, Warenzeichen 179806: Achteckiges Logo; Geschäftsbetrieb: Flügel- und Pianofabrik. Waren: Flügel, Pianinos, Klavierspielapparate, Teile derselben und Zubehör. M 20864.[147]

## Instrumente in öffentlichen und privaten Sammlungen

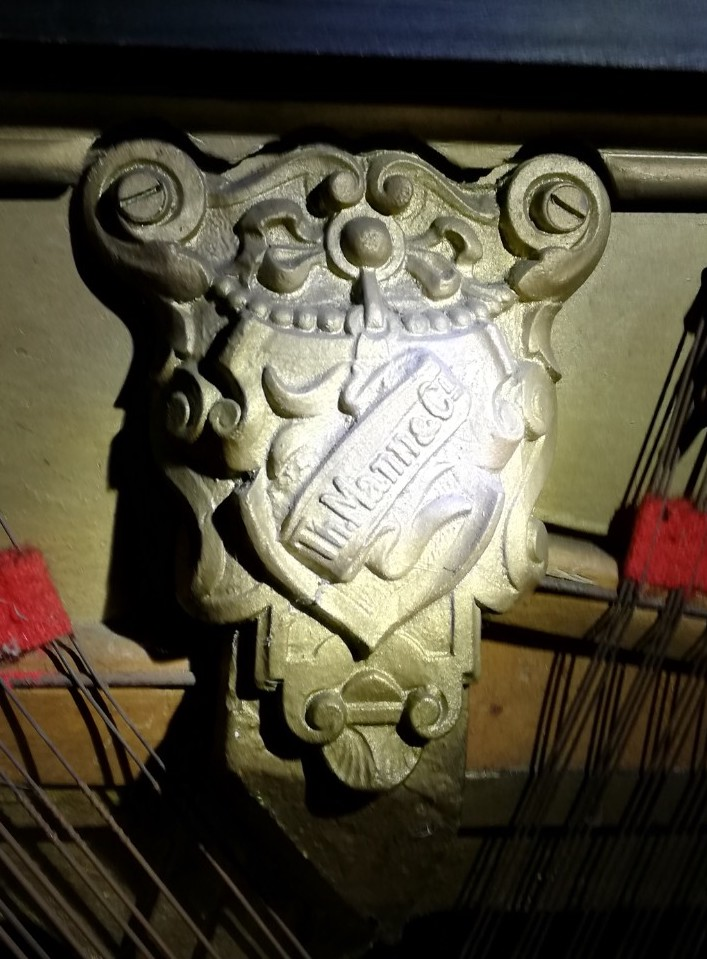
Skulpturale Plakette auf Klavier Nummer 4235.

- Der von Franz Liszt gespielte und von Volkening um 1840 gefertigte Hammerflügel befindet sich im Museum für Musikinstrumente der Universität Leipzig.[148]
- In der Musikinstrumentensammlung des Cincinnati Art Museum befindet sich ein „Grand Piano“ C.W. Volkenings.[149][150]
- Im Bestand des Musikinstrumentenmuseum Brüssel befindet sich ein um 1900 entstandenes schwarzes Pianino von Th. Mann & Co.[151]
- Das Th. Mann & Co. Klavier mit der Seriennummer 9337 von etwa 1894 befindet sich im Besitz des Muzeum Historii Przemystu in Opatówek, Polen.[152]
- In Bielefeld befindet sich eine aktuell nicht-öffentliche Sammlung mit Instrumenten aus dem Zeitraum von 1850 bis 1935.
- Ein Reformpianino aus der Zeit um 1895 befindet sich in der Sammlung der Firma Qinfeng Musical Instruments in Taipeh, Taiwan.[153]

## Instrumentenbau in Bielefeld
Weitere Instrumentenbauer in Bielefeld waren August Festing, dessen Werkstatt von 1901 bis 1933 Bestand hatte und Louis Ext, dessen Unternehmen aus dem Betrieb des Instrumentenmachers und Pianostimmers Heinrich Ext (Kreuzstraße 645b) hervorging und im April 1887 Konkurs anmeldete. In der Arndtstraße, Nummer 11 arbeitete um 1927 Otto Stierstadt, der auch Instrumente fertigte. In seiner Dissertationsschrift nennt Jürgen Oberschelp noch W. Pohlmann (Victoriastraße 223) und H. Steinhaus. Letzterer ist vermutlich identisch mit dem Teilhaber bei Th. Mann & Co., Hermann Steinhaus. Weiterhin bestand an der Mittelstraße 196 eine Reparaturwerkstatt des Instrumentenmachers H. Holz.